# Gamepad

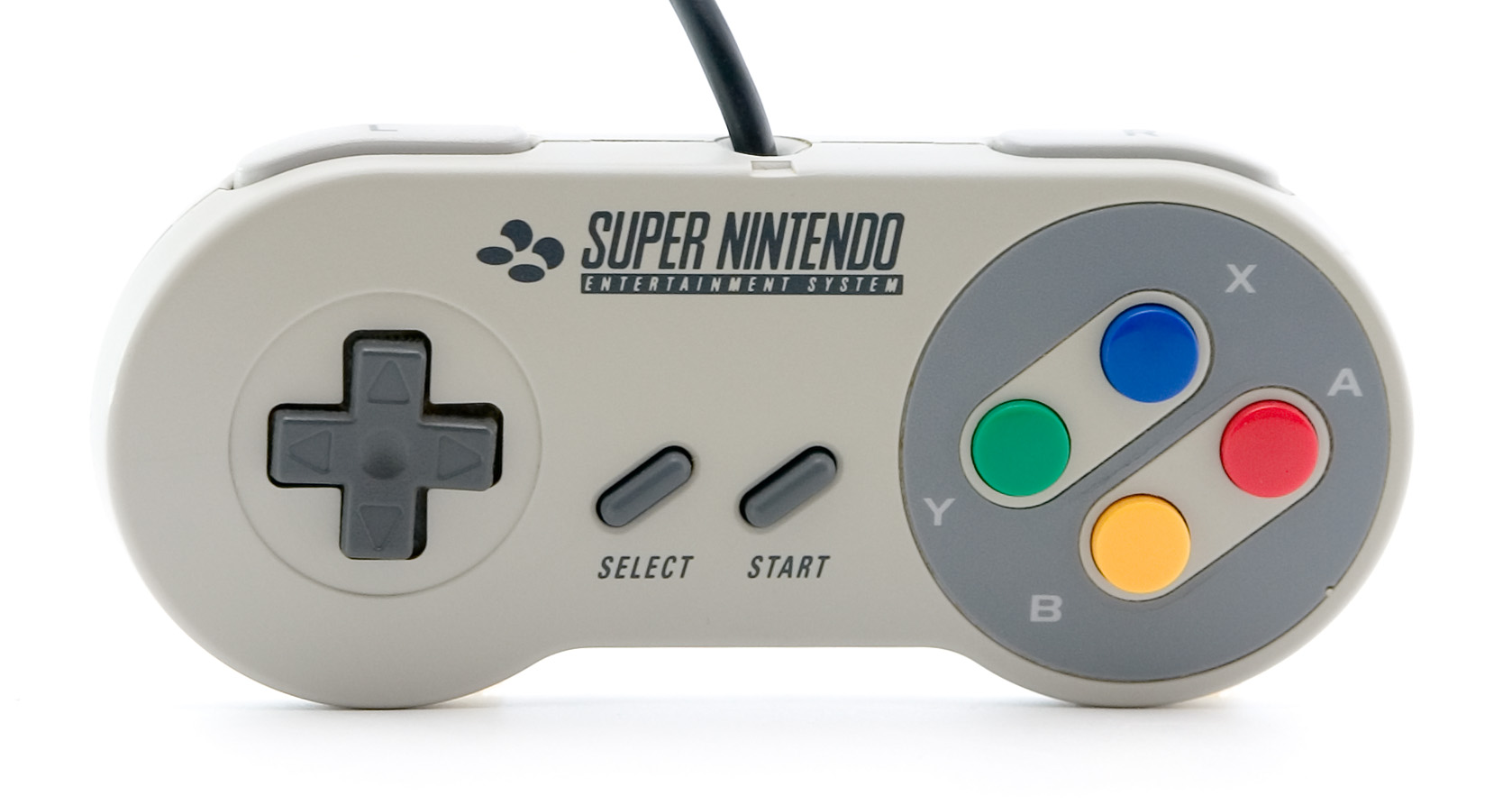
Configurazione con croce direzionale, 4 tasti di fuoco e due tasti dorsali (Gamepad dello SNES)

Il gamepad o joypad (o in italiano pulsantiera) è un controller per videogiochi dotato di diversi tasti, progettato per essere impugnato, in genere con due mani, non appoggiato ad un piano.

## Caratteristiche
Col tempo il gamepad ha assunto forme diverse, tanto che ogni produttore di console ha studiato nuovi disegni e configurazioni dei tasti. I gamepad più recenti hanno poi incorporato anche uno o più piccoli joystick e una funzione di vibrazione (utile per simulare ad esempio il feedback di movimento avuto da una brutta caduta o scontro in un videogioco).
Un gamepad attuale generalmente ha:
- una croce direzionale (o "d-pad") costituita da 4 tasti posti a formare una croce che solitamente permette di muovere in due dimensioni un personaggio o il cursore. La croce direzionale fu progettata da Gunpei Yokoi ma venne diffusa su larga scala a partire dal Nintendo Entertainment System[1]
- diversi tasti, posti anche lateralmente
- uno o più joystick o manettino

Le generazioni attuali di gamepad sono wireless e hanno diverse funzioni aggiuntive (come sensori giroscopici, dispositivi di force feedback o altro).
Nato come dispositivo per le console, il gamepad è diventato di uso comune anche sui computer, anche se non fa parte della dotazione standard necessaria al loro funzionamento.

## Nelle console per videogiochi

### Terza generazione
Le console giochi di terza generazione hanno apportato molti cambiamenti rispetto ai precedenti dispositivi, tra cui anche sostanziali modifiche sul fronte del tipo di controllo, passando dai joystick minimalistici in stile Atari 2600 a controller più elaborati, capaci di arricchire l'esperienza di gioco offrendo al giocatore nuove modalità di interazione con i personaggi controllati nei videogiochi. Il primo di questi nuovi controller è stato quello del Famicom, lanciato in Giappone nel 1983, ripreso poi nella versione internazionale della console denominata Nintendo Entertainment System (NES), lanciata nell'America del Nord nel 1985 e nel resto del mondo tra il 1986 ed il 1987. Un gamepad simile ma più compatto di quello del NES era quello del Sega Master System.

#### Nintendo Entertainment System/Family Computer
Il controller del NES (distribuito in Giappone come "Family Computer" o "Famicom") utilizza la croce direzionale inventata da Gunpei Yokoi ed usata nei giochi elettronici portatili Game & Watch di Nintendo e da questi poi adottata come sistema di controllo principale del gamepad della nuova console. Sia il gamepad del NES che quello del Famicom presentano un aspetto a "mattoncino" con 4 pulsanti: i pulsanti azione erano denominati "A" e "B" mentre quelli di selezione ed avvio del gioco "Select" e "Start". L'aspetto del gamepad del NES/Famicom è cambiato leggermente con la commercializzazione del NES 2, negli Stati Uniti, e dell'AV Famicom, in Giappone: queste due nuove versioni della console presentano un controller con le estremità leggermente rotondeggianti, richiamando nell'aspetto lo stereotipo del classico "osso da cani", anticipando le linee utilizzate nei futuri modelli.
I gamepad originali del Famicom sono leggermente diversi da quelli del NES: oltre ai diversi colori delle plastiche ed al fatto che i loro cavetti entrano direttamente nella console invece di usare uno spinotto di collegamento, il secondo gamepad (quello senza i pulsanti "Start" e "Select") presenta un microfono, utilizzato però raramente nei giochi. Inoltre, nella primissima versione dei gamepad del Famicom, i pulsanti "A" e "B" sono squadrati e di gomma. Questo materiale si deteriora facilmente, con il risultato che i pulsanti alle volte si possono rompere o staccare. Così la Nintendo provvede a riprogettare i gamepad sostituendo tali pulsanti con dei tasti rotondi in plastica.
Mentre altre console usano sistemi di controllo pensati per essere manovrati con la mano destra, il Famicom è anche la prima console da gioco domestica a posizionare il controllo direzionale a sinistra del gamepad, riprendendo lo schema abitualmente usato nei giochi arcade, dove il joystick si trova alla sinistra dei pulsanti azione. Questa caratteristica è mantenuta ancora oggi, con i joystick pensati per i personal computer che sono progettati per essere manovrati con la mano destra mentre i gamepad delle console ed i joystick degli arcade che sono pensati per l'uso con la mano sinistra.

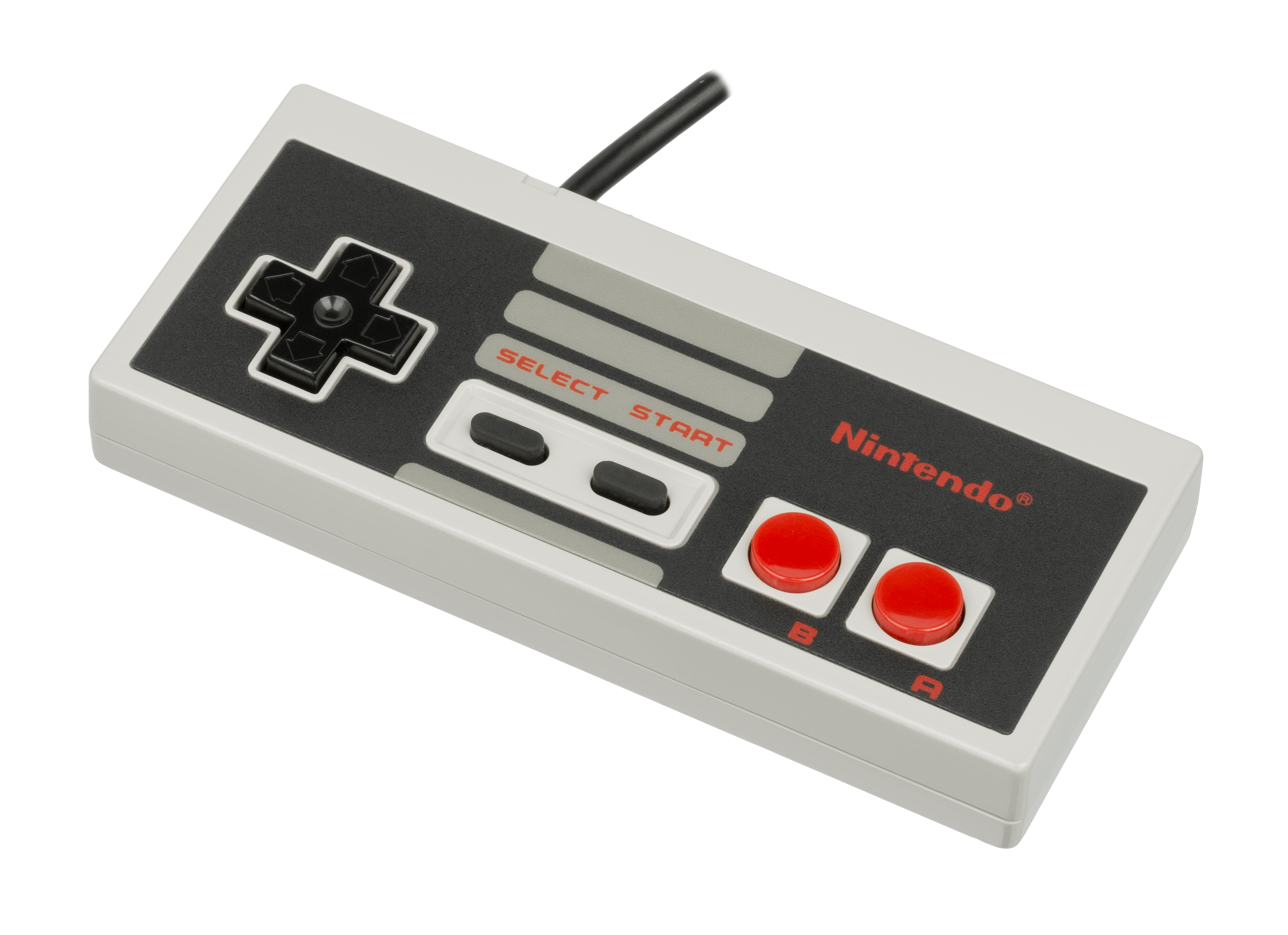
Il gamepad del NES, la prima console ad offrire un controller di gioco diverso dal classico joystick
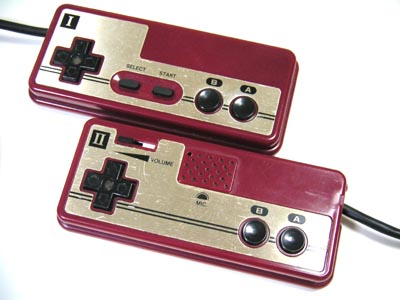
I gamepad del Famicom: si noti, sul secondo controller, la presenza del microfono e del suo regolatore di volume (assenti sui controller della versione americana ed europea, cioè il NES)
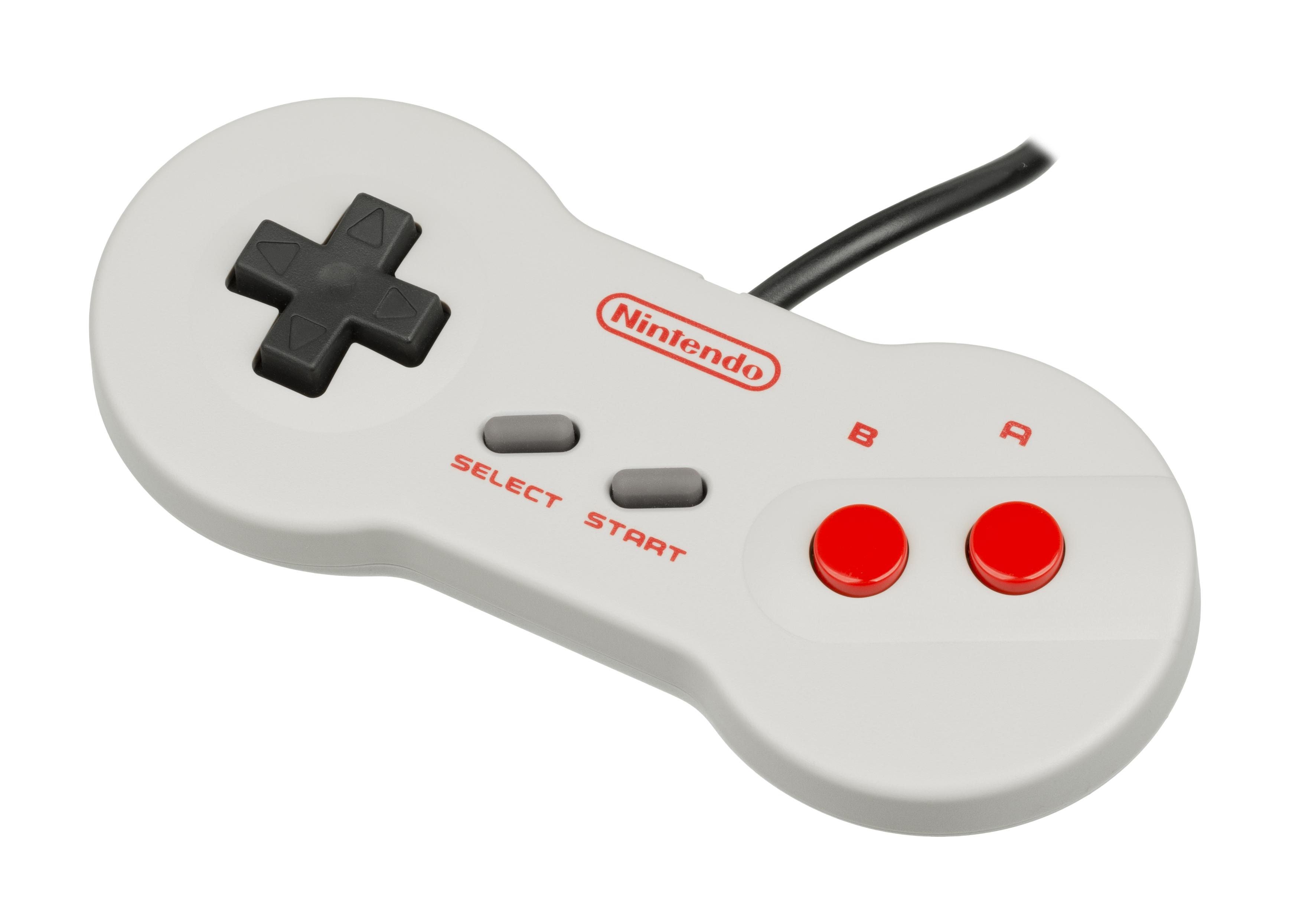
Il gamepad del NES 2 (con la tipica forma ad "osso da cane" che ha anticipato la linea del gamepad del Super Nintendo), utilizzabile anche nel NES originale.

#### Sega Master System

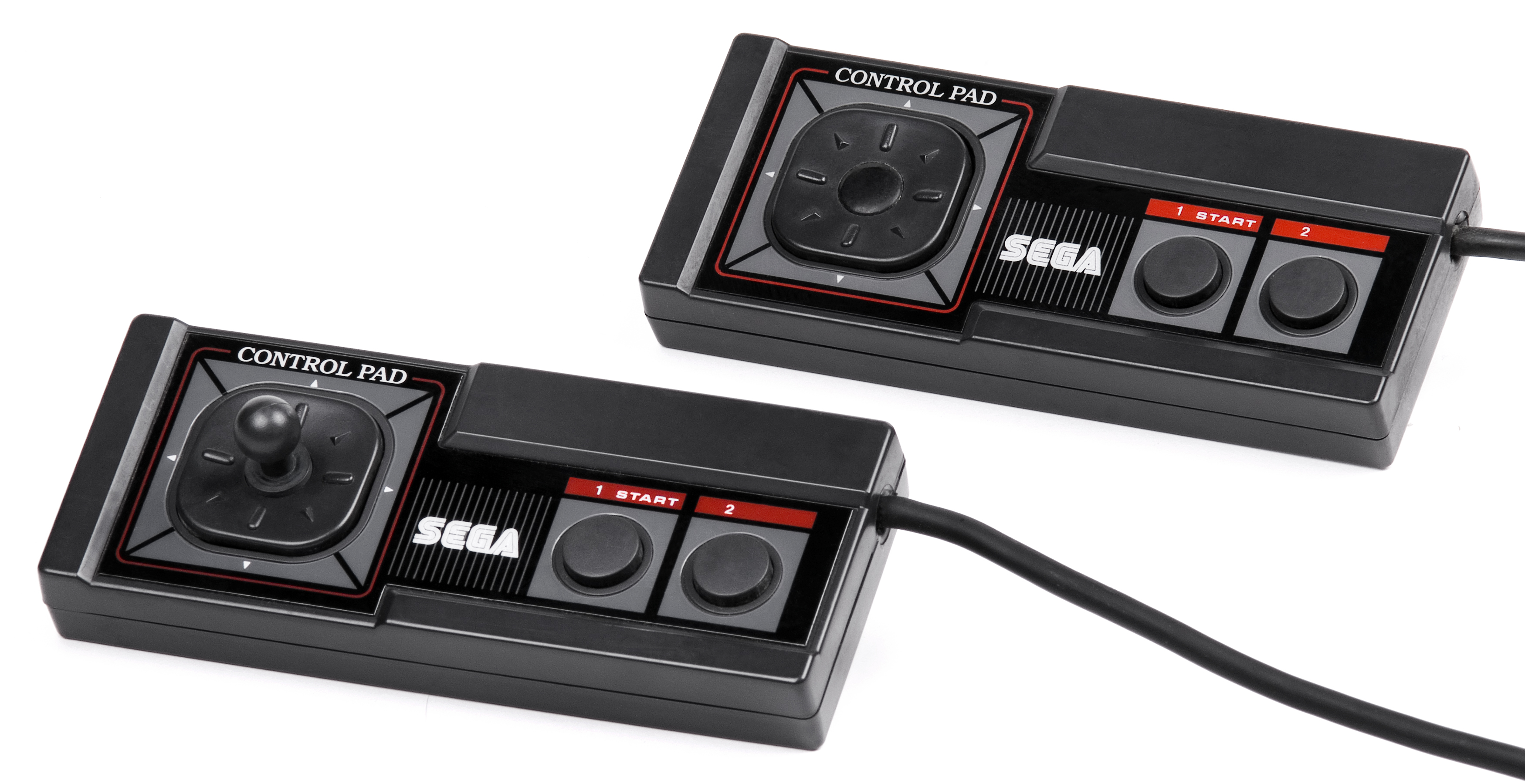
Il gamepad del Sega Master System, con e senza mini-joystick

Il Sega Master System ha un gamepad con una forma a mattoncino simile a quella del controller del NES, a differenza del quale, però, ha il D-pad ("D button") di forma quadrata e non a croce. Inoltre non ha i pulsanti di selezione aggiuntivi come il Nintendo ed i pulsanti azione sono i numeri "1" e "2": il primo assolve anche alla funzione di pulsante "Start". Mentre i giochi del NES si possono mettere in pausa premendo il pulsante "Start", quelli del Master System si possono mettere in pausa premendo un apposito pulsante direttamente sulla console.
I primi modelli di gamepad hanno un foro centrale nel D-pad dove è possibile avvitare un piccolo comando ad asticella in modo che la croce direzionale funzioni come un joystick (vedi foto a lato). In seguito sarà disponibile un vero e proprio joystick da collegare alla console. A differenza dei gamepad del NES, che usano un connettore proprietario, quelli del Master System utilizzano un comune connettore D-sub a 9 pin (DE-9) permettendo l'utilizzo sulla console anche controller di altri sistemi.

#### Atari 7800

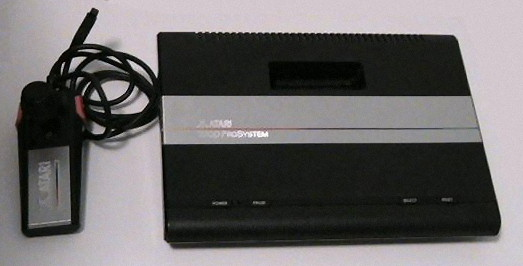
L'Atari 7800 con i joystick originali

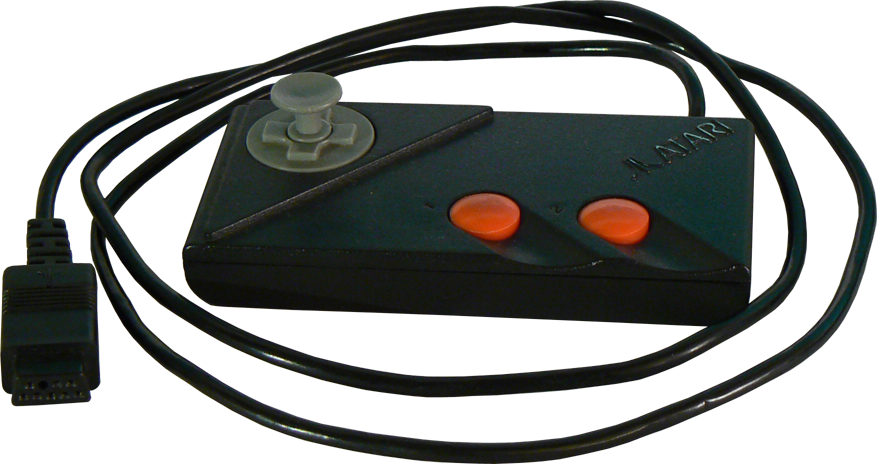
Il "Joypad" dell'Atari 7800 commercializzato in Europa

Nel 1986 esce l'Atari 7800, successore dell'Atari 5200. La prima versione della console presenta un joystick digitale dotato di due pulsanti, la cui linea è criticata perché, paragonata ai controller del NES e del Master System, risulta poco ergonomica. Per ovviare a ciò l'Atari distribuisce in Europa la versione Pro-Line della console con il nuovo "Joypad" che richiama i gamepad delle console delle rivali Nintendo e Sega. Questo controller monta a sinistra un mini-joystick e presenta a destra due pulsanti azione.

### Quarta generazione

#### Sega Genesis/Mega Drive

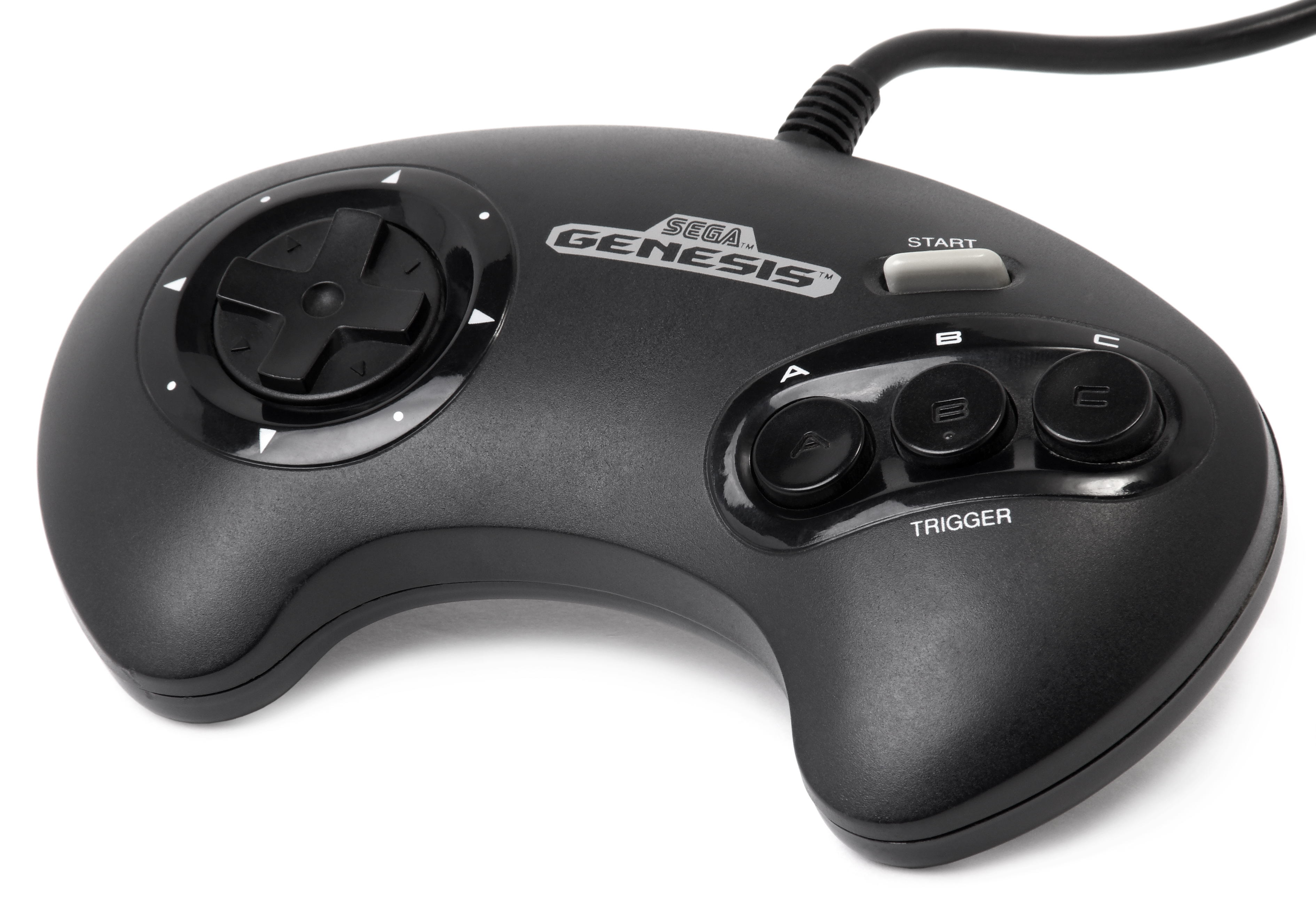
Il primo gamepad a tre pulsanti del Sega Mega Drive

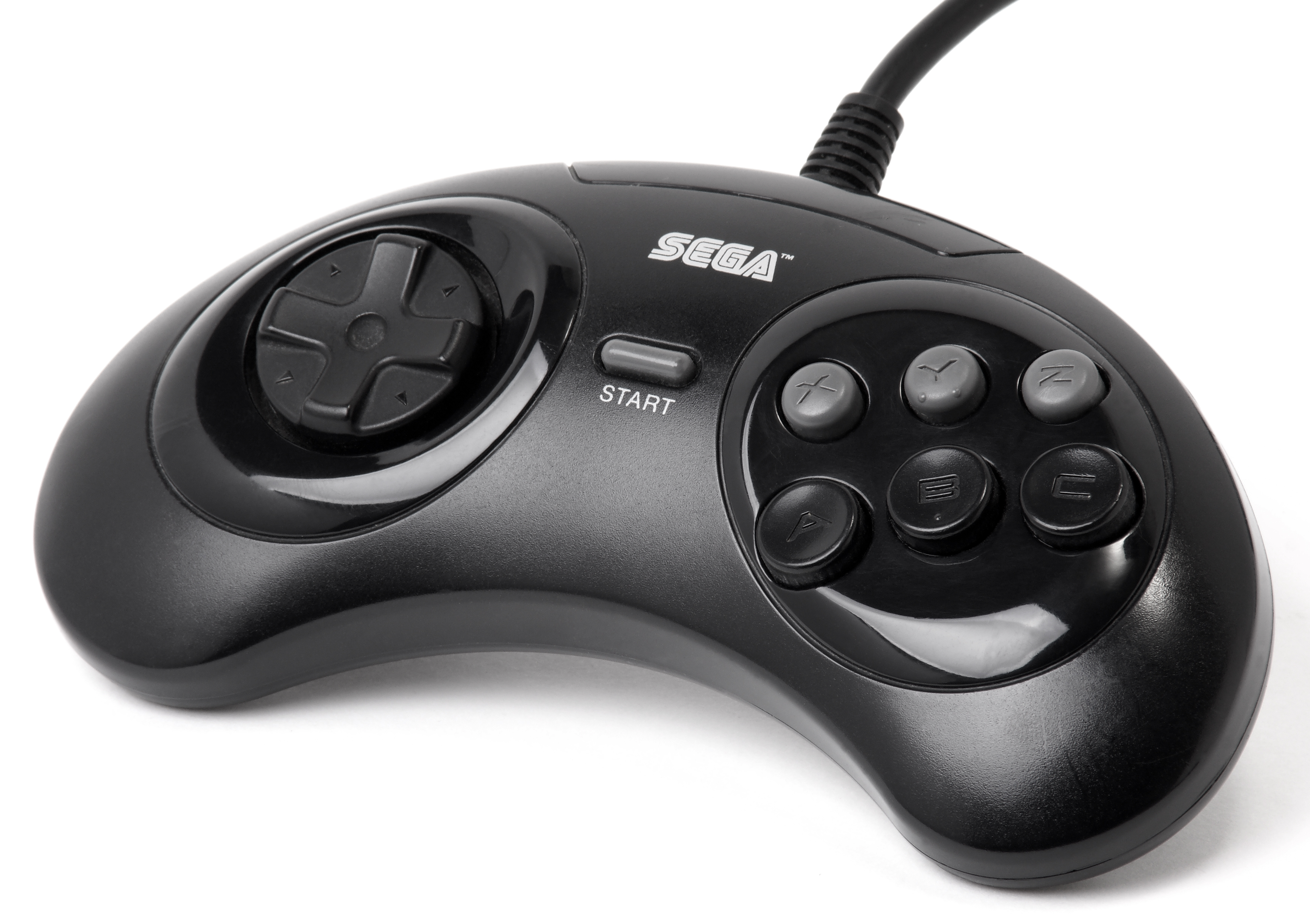
Il secondo gamepad a sei pulsanti

Il Sega Mega Drive (negli Stati Uniti "Sega Genesis") arriva sul mercato a cavallo tra la fine degli anni ottanta e l'inizio degli anni novanta. Presenta un gamepad con una croce ad otto direzioni, il "D Button" (Directional Button), un pulsante di avvio e tre pulsanti azione, più che sufficienti per i primi port di arcade quali Golden Axe. Con l'evoluzione dei picchiaduro arcade sono usciti titoli come Street Fighter II e Mortal Kombat, capaci di un elevato numero di mosse disponibili ma che richiedono un maggior numero di pulsanti: così la Sega commercializza un nuovo gamepad con ben sei pulsanti azione e quelli disposti su due file di tre ciascuna.
Alcuni giochi, come Madden NFL e Olympic Gold, non sono in grado di funzionare con questo nuovo gamepad per cui viene inserito sul dorso destro anche un pulsante speciale denominato "MODE", così il gamepad diventa compatibile con i giochi progettati per l'uso del vecchio controller. Per far sì che i giochi più vecchi riescano ad usare il nuovo controller, si tiene premuto il pulsante "MODE" per avviare la console, fino all'apparizione del logo "Sega". I gamepad usano un connettore DB9 e sono compatibili con molti dei giochi del Sega Master System e con altre console come l'Atari 2600.

#### TurboGrafx-16/TurboGrafx/PC-Engine

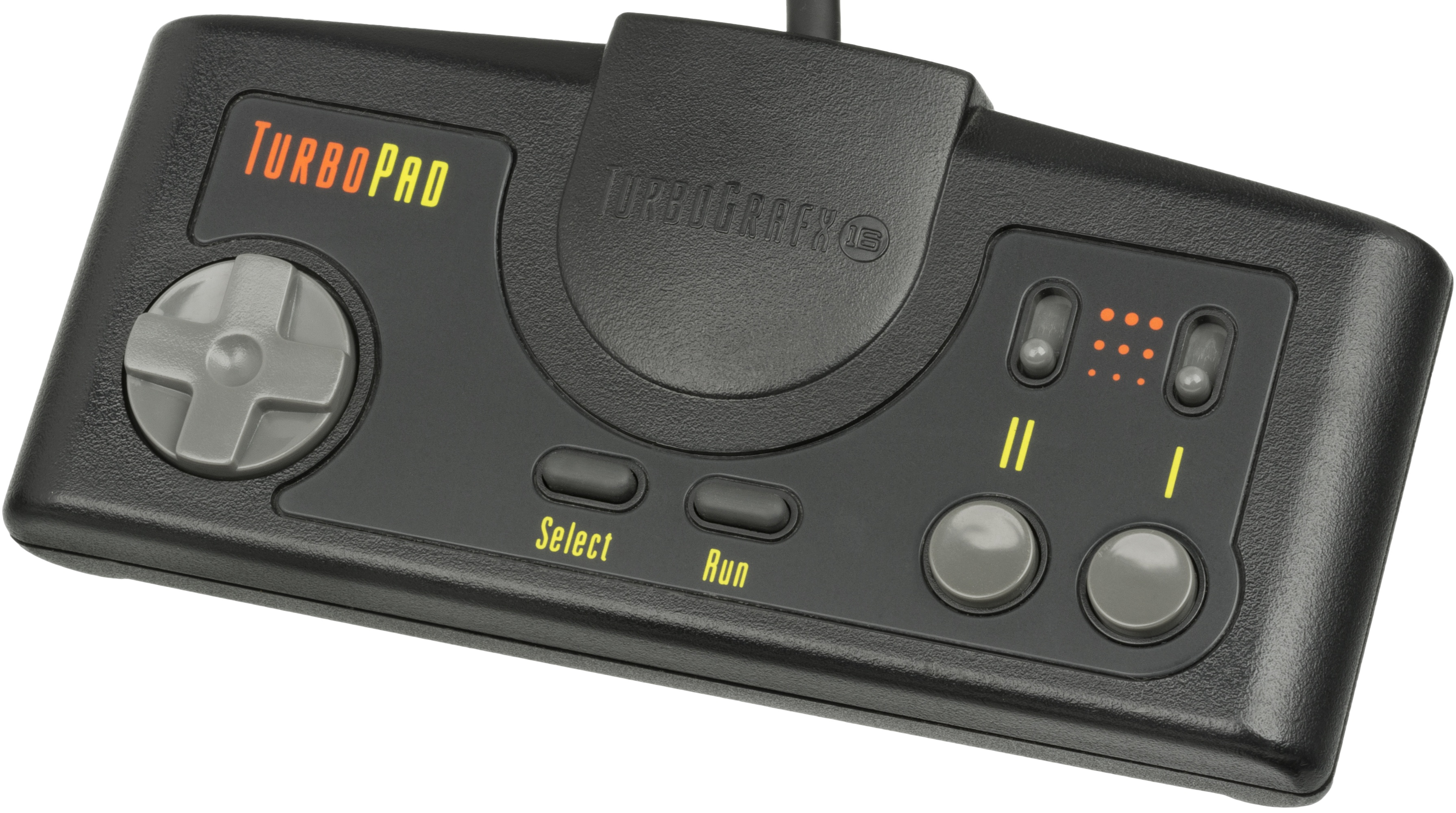
Gamepad del TurboGrafx-16

Il TurboGrafx-16 è una console prodotta dalla NEC e commercializzata tra il 1987 ed il 1993; distribuita in Giappone come PC Engine e in Europa come TurboGrafx, ha avuto scarso successo.
Il gamepad della console, denominato "TurboPad", riprende l'aspetto e l'impostazione dei comandi di quello del NES: presenta infatti un D-pad nella parte sinistra, i pulsanti "Select" e "Run" nella parte centrale e due pulsanti azione denominati "I" e "II" in quella destra. Nel modello occidentale, (TurboGrafx-16 o semplicemente TurboGrafx) sopra a questi pulsanti ci sono due piccoli selettori a 3 posizioni denominati "Turbo", che impostano la velocità di ripetizione dei rispettivi pulsanti azione. 

#### Super Nintendo Entertainment System/Super Famicom

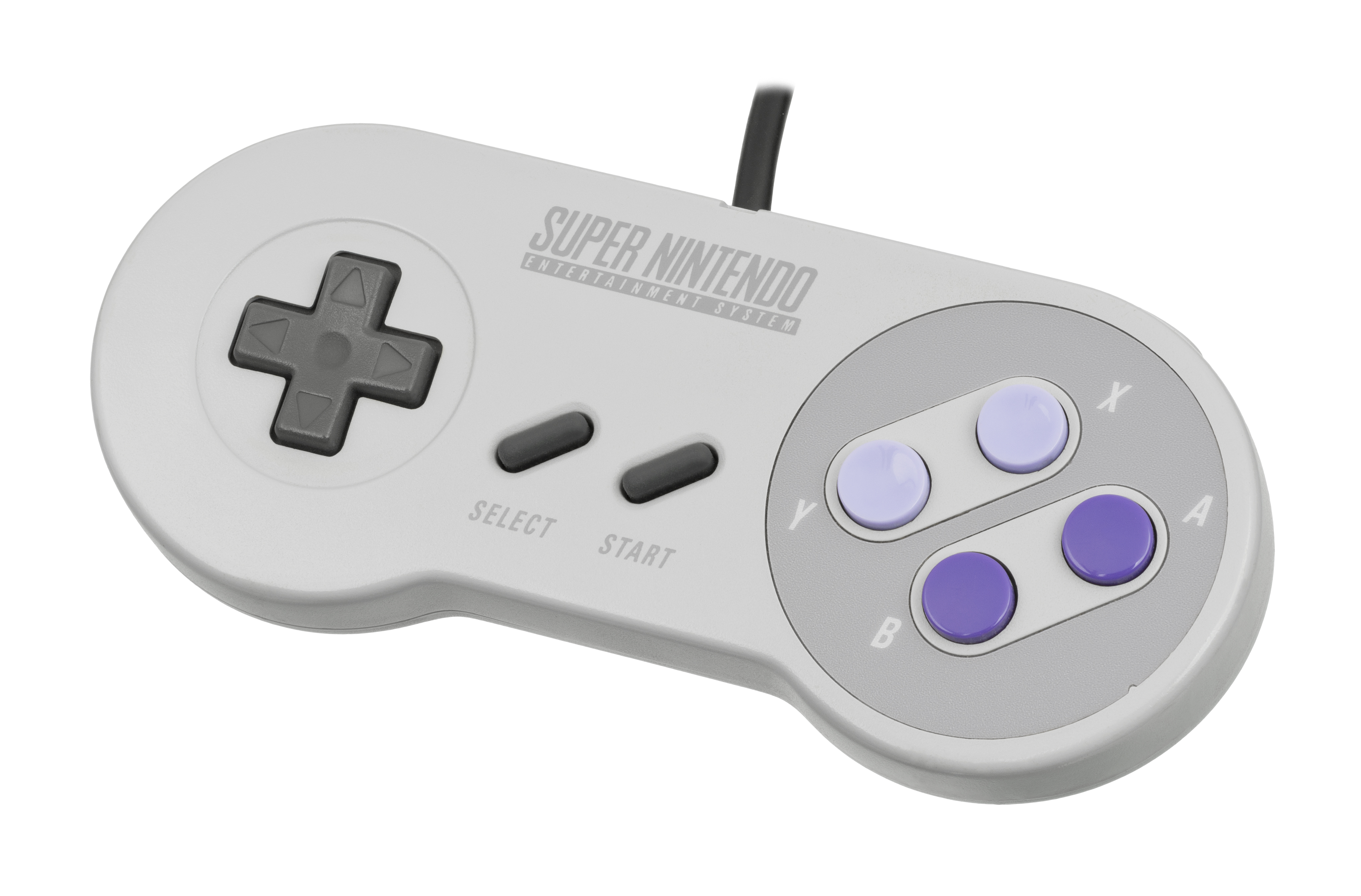
Il gamepad del Super Nintendo americano

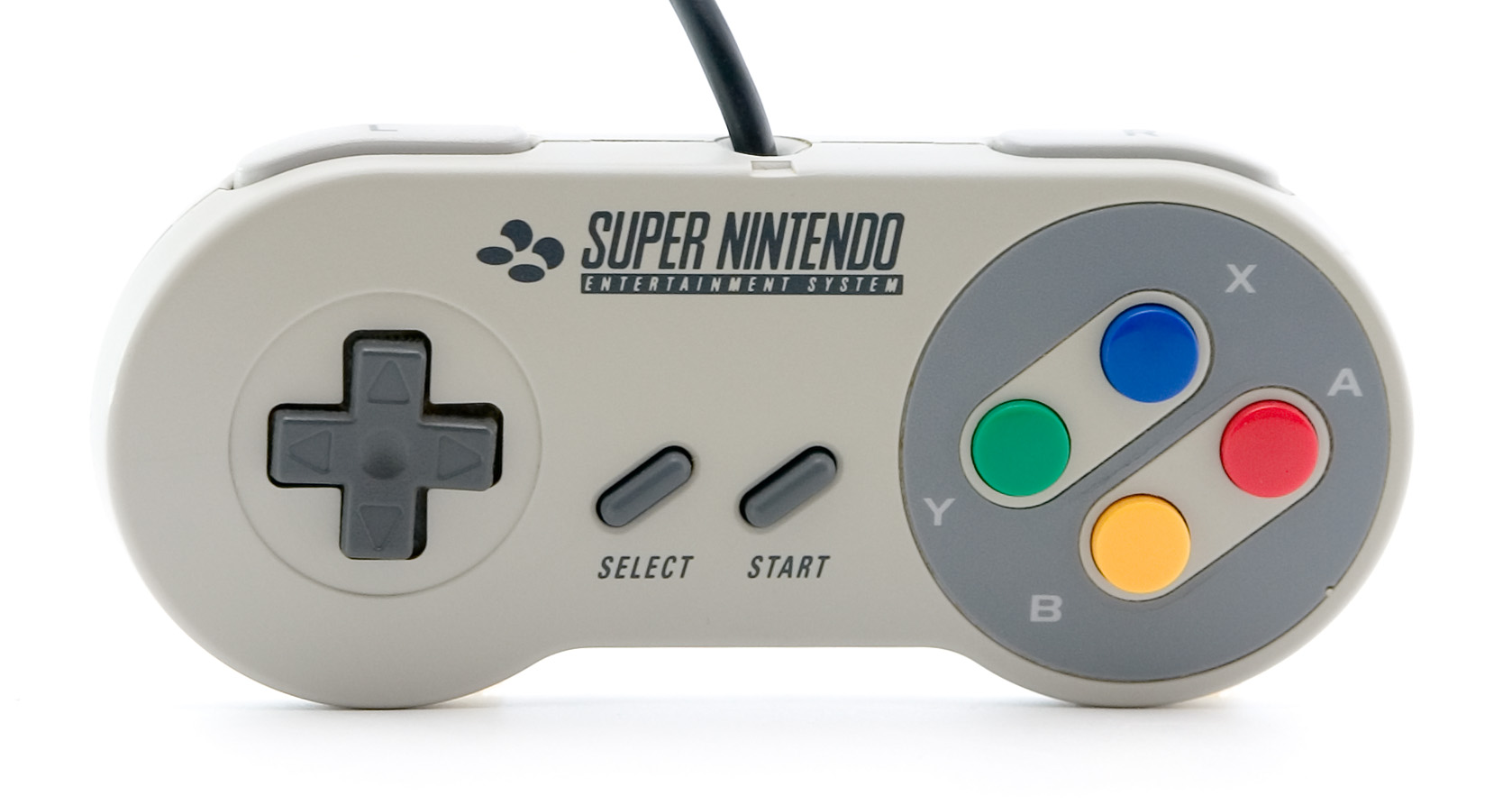
Il gamepad del Super Nintendo europeo, con colori diversi per i pulsanti

Il controller del Super Nintendo Entertainment System, comunemente chiamato Super Nintendo e abbreviato anche come SNES, ha una caratteristica forma a "osso lungo", simile al design del secondo controller del NES, con l'estremità arrotondate. Rispetto al controller del NES, introduce quattro pulsanti aggiuntivi: due pulsanti azione ("X" ed "Y"), disposti a rombo con i pulsanti "A" e "B" del NES, e altri due pulsanti dorsali ("L" ed "R"), soluzione ripresa anche dalla maggior parte dei gamepad dei produttori concorrenti. Come nel caso della seconda versione del gamepad del Mega Drive, la scelta di inserire sei pulsanti azione è stata dettata dal successo della serie Street Fighter, le cui versioni arcade sono nate con questo numero di comandi. Infine i classici pulsanti "Select" e "Start" portano il totale dei pulsanti ad 8.
Vi è una leggera differenza tra i gamepad del Super Nintendo della versione nordamericana (NTSC) e quelli delle versioni europea (PAL) e giapponese, chiamata Super Famicom: la prima presenta i pulsanti "A" e "B" di colore viola e con la superficie convessa mentre i pulsanti "X" e "Y" sono di un colore celestino e con la superficie concava; le altre, a parte il nome commerciale diverso della console, hanno i pulsanti tutti di diverso colore ("A" è rosso, "B" è giallo, "X" è blu e "Y" è verde) e tutti con la superficie convessa.
In seguito la Nintendo mette in commercio una versione USB del gamepad del Super Famicom (la versione giapponese dello SNES) compatibile con la Wii.

### Quinta generazione

#### Apple Bandai Pippin

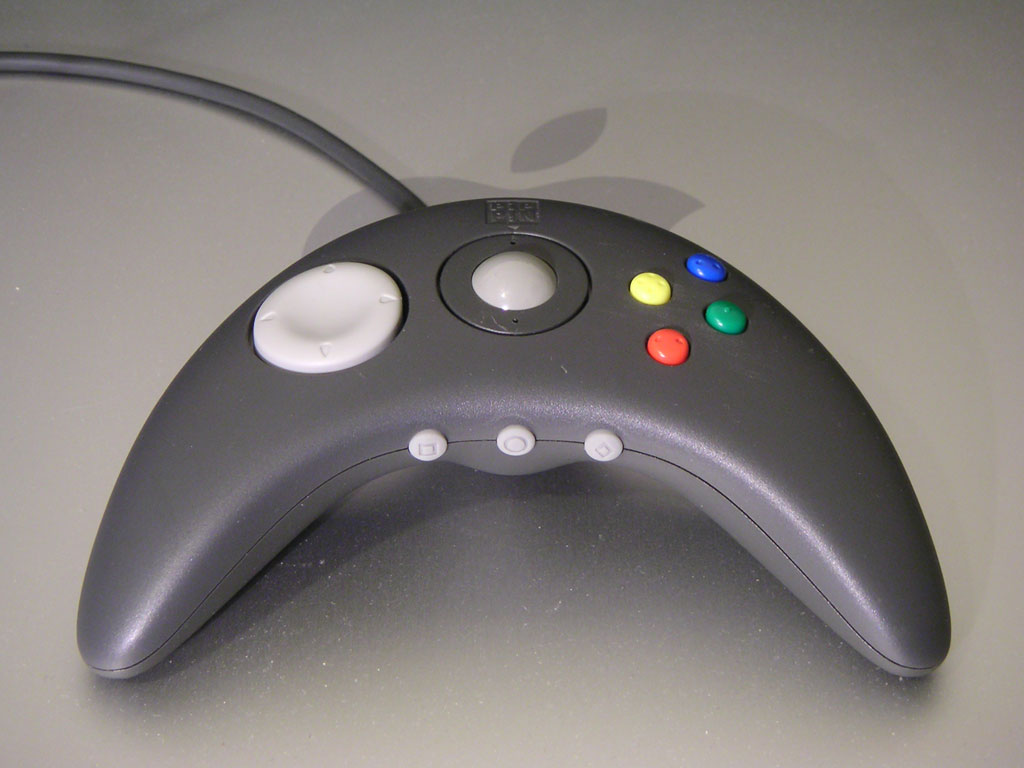
L'AppleJack, il gamepad dell'Apple Bandai Pippin

L'Apple Pippin è una console giochi progettata dall'Apple e prodotta dalla Bandai. Non ha avuto molta fortuna: sono stati venduti solo 100.000 esemplari nel breve periodo della sua commercializzazione (1996-1997). Il suo controller, denominato "AppleJack", presenta quattro pulsanti azione colorati (numerati con un sistema di punti a rilievo per il numero 1 ed a bassorilievo per gli altri tre), due pulsanti dorsali e vicino al cavo di collegamento, tre pulsanti azione secondari sulla parte inferiore, quindi tra gamepad e giocatore (riportanti simboli grafici: un quadrato, un cerchio ed un rombo), un D-pad circolare e, cosa insolita per un gamepad, una trackball nella parte centrale.

#### Atari Jaguar

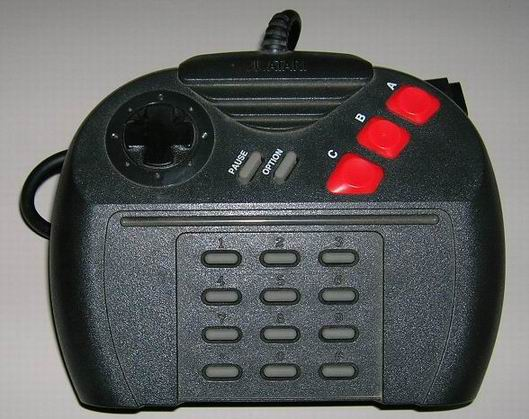
Il primo gamepad dell'Atari Jaguar, con 17 pulsanti: la versione successiva ne ha ben 22

Per il suo nuovo Jaguar, a partire dal 1993, l'Atari sostituisce il precedente controller dell'Atari 7800 con un nuovissimo gamepad, che presenta un D-pad e 12 pulsanti, un numero considerevole se paragonato a quello degli altri gamepad e giustificato dal fatto che l'Atari vuole tutelarsi, nel caso riuscissero successivamente a uscire sul mercato arcade, i cui giochi richiedono molti pulsanti. Oltre a questi, il gamepad ha altri tre pulsanti azione ("A", "B" e "C") oltre a quelli di selezione ("Option" e "Pause"). In seguito uscirà anche una versione "Pro" del controller con altri cinque pulsanti, per un totale di 22.

#### Neo Geo CD

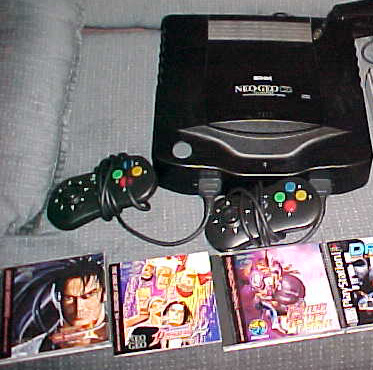
Il Neo Geo CD con due controller

Il Neo Geo CD è una console prodotta dalla SNK nel 1994. È più economica del Neo Geo AES (Advanced Entertainment System) e, invece delle cartucce, utilizza dei CD-ROM, da cui il nome della console. Il controller del Neo Geo CD è simile a quello del Sega Mega Drive e presentano a destra quattro pulsanti azione colorati ("A", "B", "C" e "D"), centralmente due pulsanti di selezione "Start" e "Select" ed a sinistra un D-pad con un piccolo joystick. Quest'ultimo è simile nell'aspetto ai joystick analogici dei futuri controller, ma è tecnicamente un semplice D-pad ad otto direzioni.
In seguito la SNK produce una versione aggiornata del gamepad, compatibile con la PlayStation e la PlayStation 2. Ce n'è anche una versione USB compatibile con i PC e la PlayStation 3.

#### Sega Saturn
Il Sega Saturn è una console prodotta dalla Sega dal 1994 al 2000. Il suo controller è basato sul gamepad del Sega Mega Drive, rispetto al quale ha tre pulsanti in più: offre un classico D-pad, 2 pulsanti dorsali, 6 pulsanti azione ("A", "B", "C", "X", "Y" e "Z") ed il tradizionale pulsante "Start".
Rispetto al controller della versione giapponese, quella distribuita in Nord America ed Europa ha un gamepad di dimensioni maggiori ed il D-pad ed i pulsanti dorsali diversi. Con l'introduzione del "modello 2" della console, tra il 1996 e il 1997, questi controller vengono sostituiti con quelli del primo modello giapponese.
Il "3D Control Pad", noto anche come "Multi Controller" o "NiGHTS Controller", è di forma rotondeggiante, viene distribuito nel 1996 con il gioco Nights into Dreams..., ma può essere venduto anche separatamente per altri giochi prodotti in seguito come Manx TT, Daytona USA: Championship Circuit Edition, Space Harrier, After Burner e Sky Target: presenta un joystick analogico e dei selettori addizionali.
Successivamente la Sega rimette in commercio una versione USB del gamepad giapponese del Saturn compatibile con i sistemi Windows, macOS e PlayStation 3. Vi è anche una versione compatibile con la PlayStation 2.

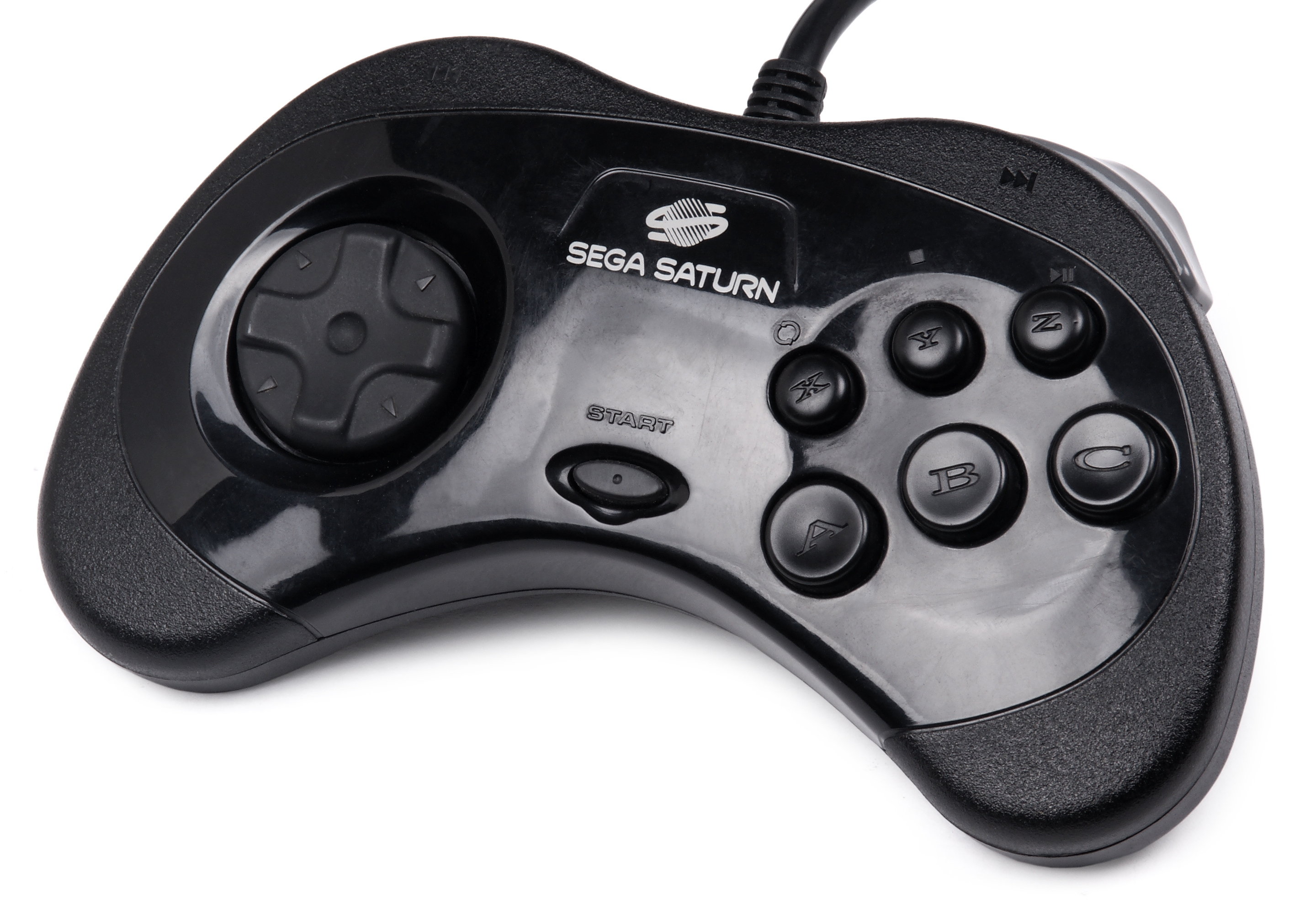
Il controller del Sega Saturn giapponese
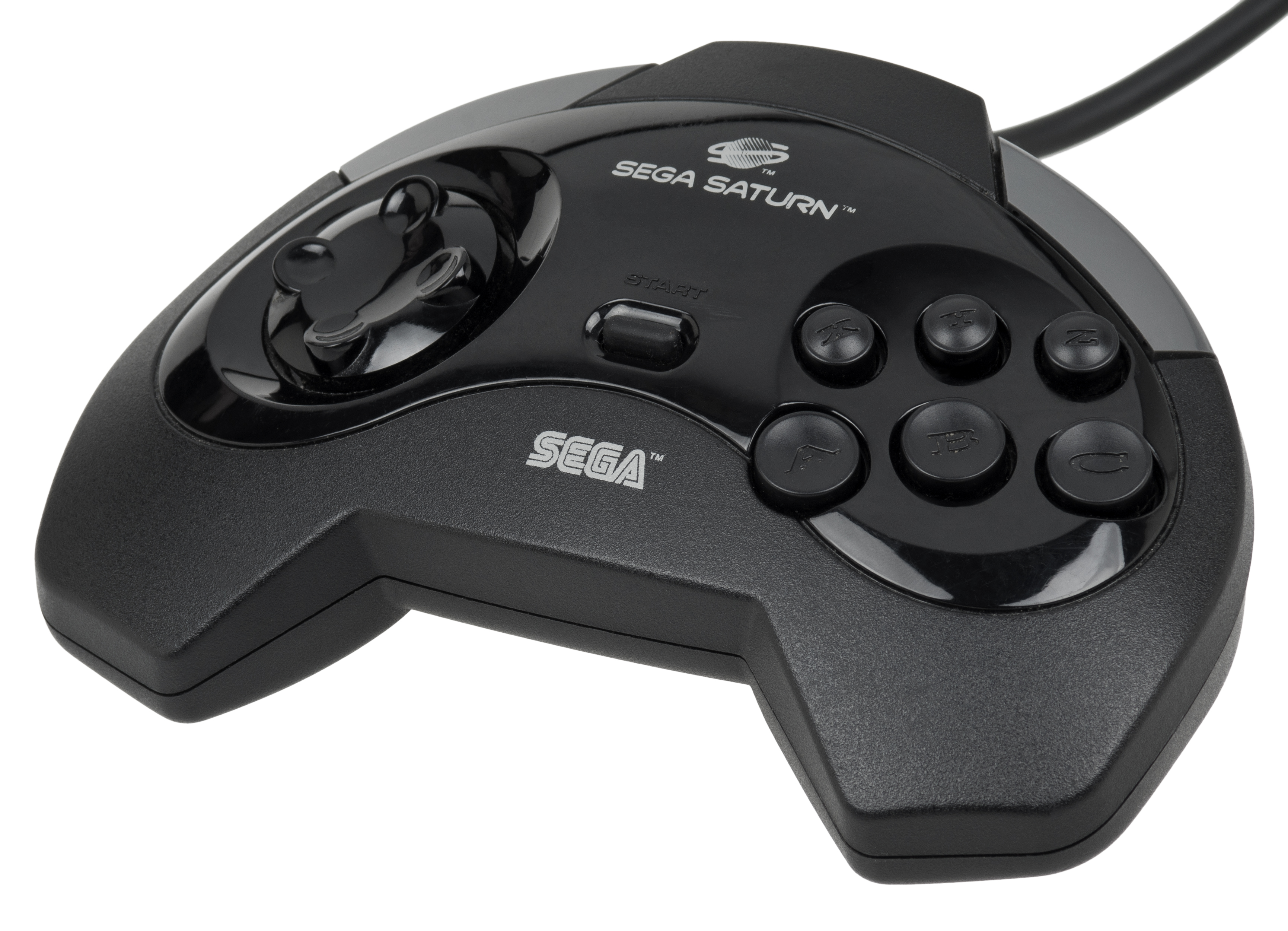
Il controller del Sega Saturn nordamericano ed europeo
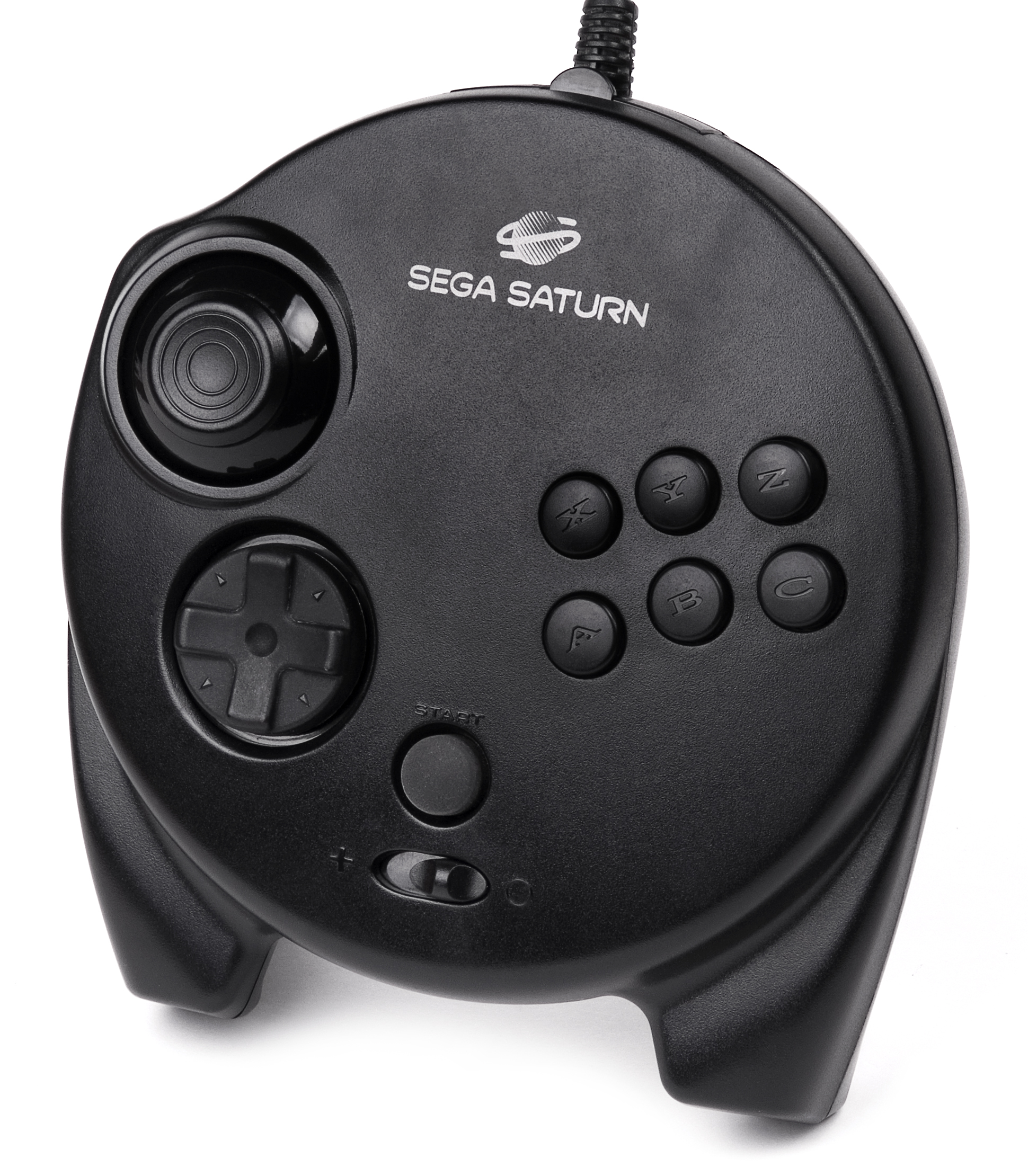
Il Multi Controller

#### Nintendo Virtual Boy

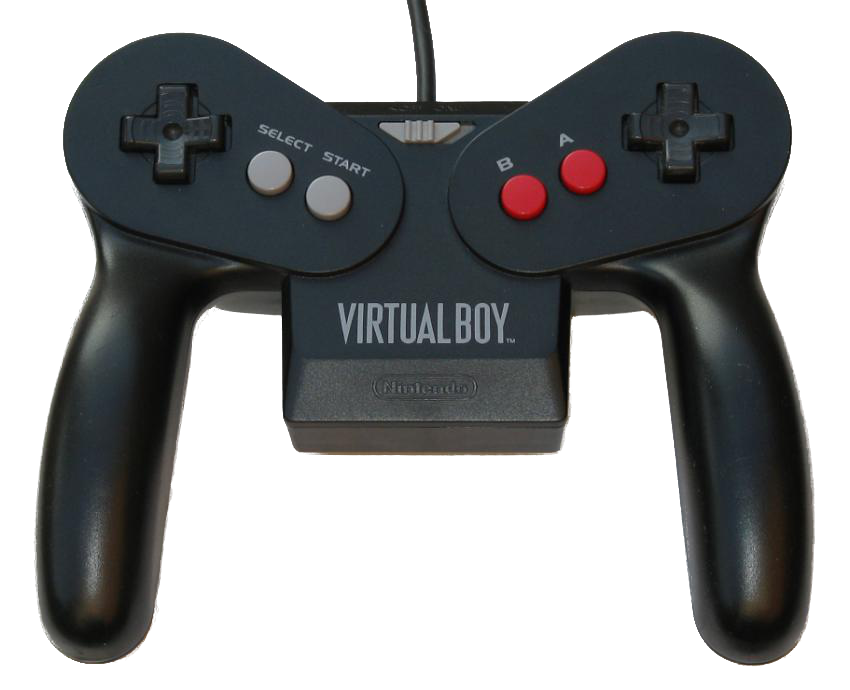
Un controller del Virtual Boy

Il Virtual Boy è una console portatile prodotta dalla Nintendo nel 1995. Il suo curioso gamepad presenta un sistema di controllo basato sull'utilizzo contemporaneo di due D-pad, anticipando i controller delle future console di sesta generazione. I due D-pad sono necessari per controllare gli oggetti nelle ambientazioni 3D: uno serve per controllare l'inclinazione e rotazione del punto di vista, mentre l'altro controlla il movimento avanti/indietro e lo scivolamento laterale.
Il Virtual Boy, e conseguentemente il suo gamepad, si rivela un flop per svariati motivi e scompare dal mercato dopo un solo anno di commercializzazione.

#### Sony PlayStation
Il controller PlayStation originale presenta un D-pad a quattro direzioni, quattro pulsanti azione contrassegnati da simboli colorati (un triangolo verde, un cerchio rosso, una X blu e un quadrato rosa), 4 pulsanti dorsali ("R1", "R2", "L1" e "L2") ed i classici pulsanti "Start" e "Select". La forma e l'impostazione del controller ricordano quelle del gamepad del Super Nintendo perché il progetto alla base della PlayStation è nato da un accordo tra la Nintendo e la Sony per realizzare un dispositivo da abbinare al Super Nintendo per permettere a quest'ultima console di leggere e riprodurre compact disc, ma la Nintendo rescinde unilateralmente l'accordo con Sony e questa, piuttosto che abbandonare il progetto, decide di completarne lo sviluppo presentandolo nel 1994 come "PlayStation".
Alla fine del 1995 la Sony annuncia lo sviluppo di un nuovo gamepad, presentato alla fine del 1996 con il nome di Dual Analog Controller. Simile nella forma al controller originale, ma questo gamepad presenta qualche differenza: le impugnature del controller sono più lunghe, i pulsanti dorsali "R2" ed "L2" sono più grandi e, differenza più rilevante, tra le impugnature ci sono due joystick analogici separati da un pulsante di selezione della modalità. La versione giapponese presenta anche un sistema di force feedback, assente nei controller destinati agli altri mercati.
Tra la fine del 1997 e l'inizio del 1998 Sony presenta una evoluzione del Dual Analog Controller, il DualShock. Reintroduce il force feedback (da qui il nome del dispositivo) e le impugnature corte come nel modello originale, presenta un diverso disegno dei joystick ed i pulsanti dorsali "R2" ed "L2" ancora più grandi. Ci sono due nuovi pulsanti denominati "R3" ed "L3", incorporati direttamente nei joystick ed azionati premendo verso il basso la levetta stessa. Il DualShock riscuote un successo così discreto che va a sostituire definitivamente il suo predecessore e diventa il nuovo gamepad di serie della PlayStation. È compatibile anche con la PlayStation 2.

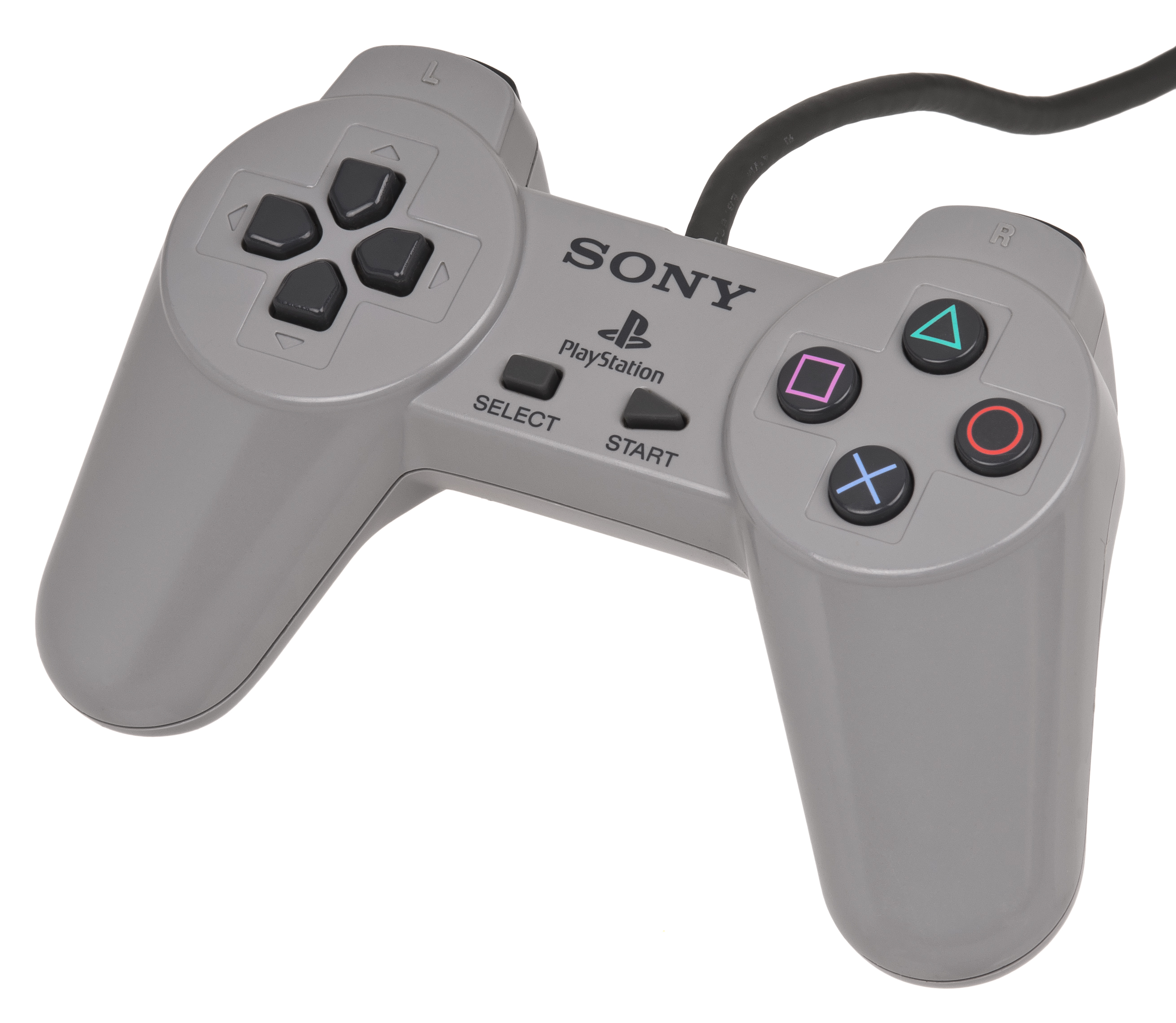
Il gamepad originale della PlayStation
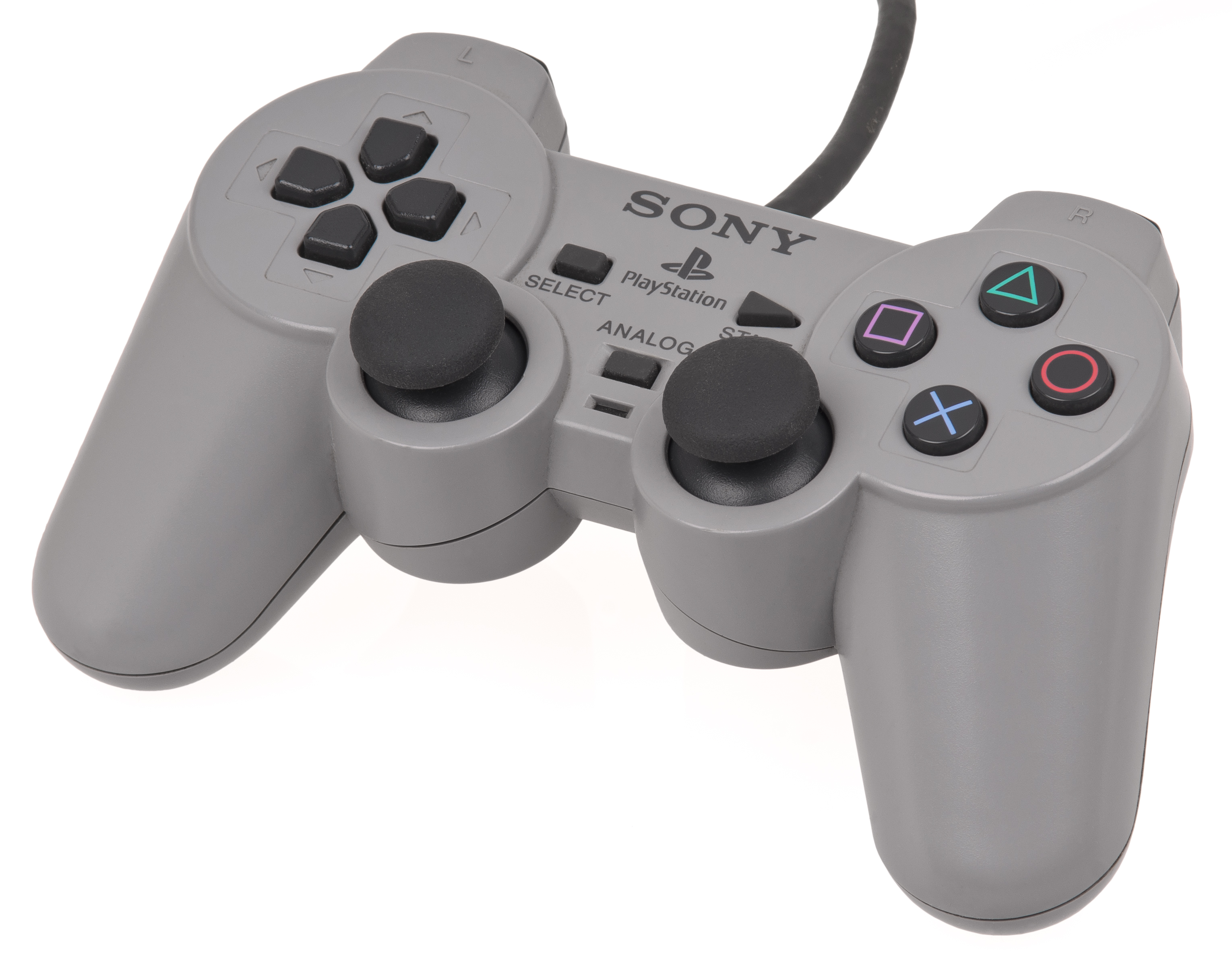
Il modello DualShock
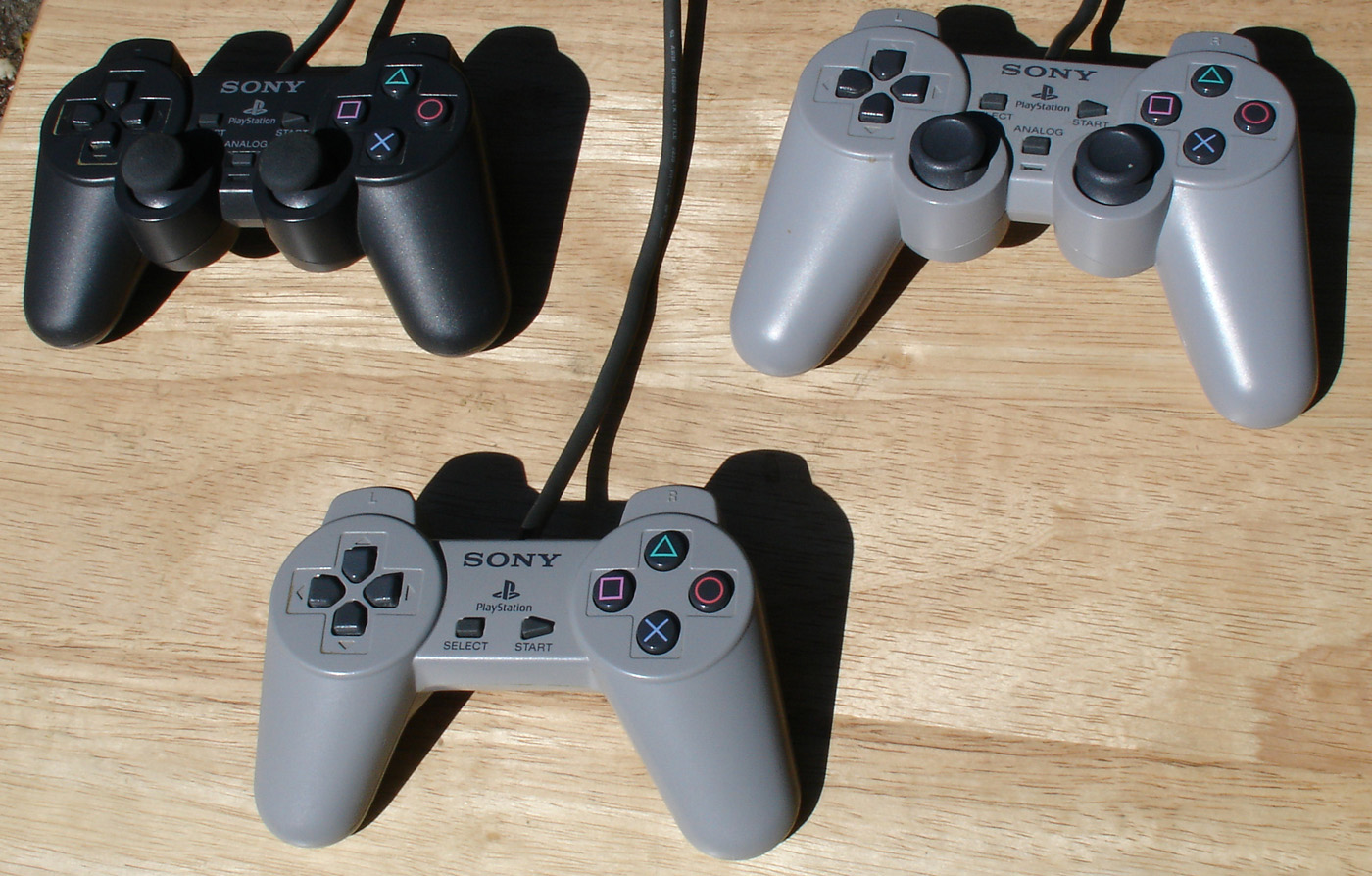
Comparazione dei 3 controller della PlayStation

#### Nintendo 64

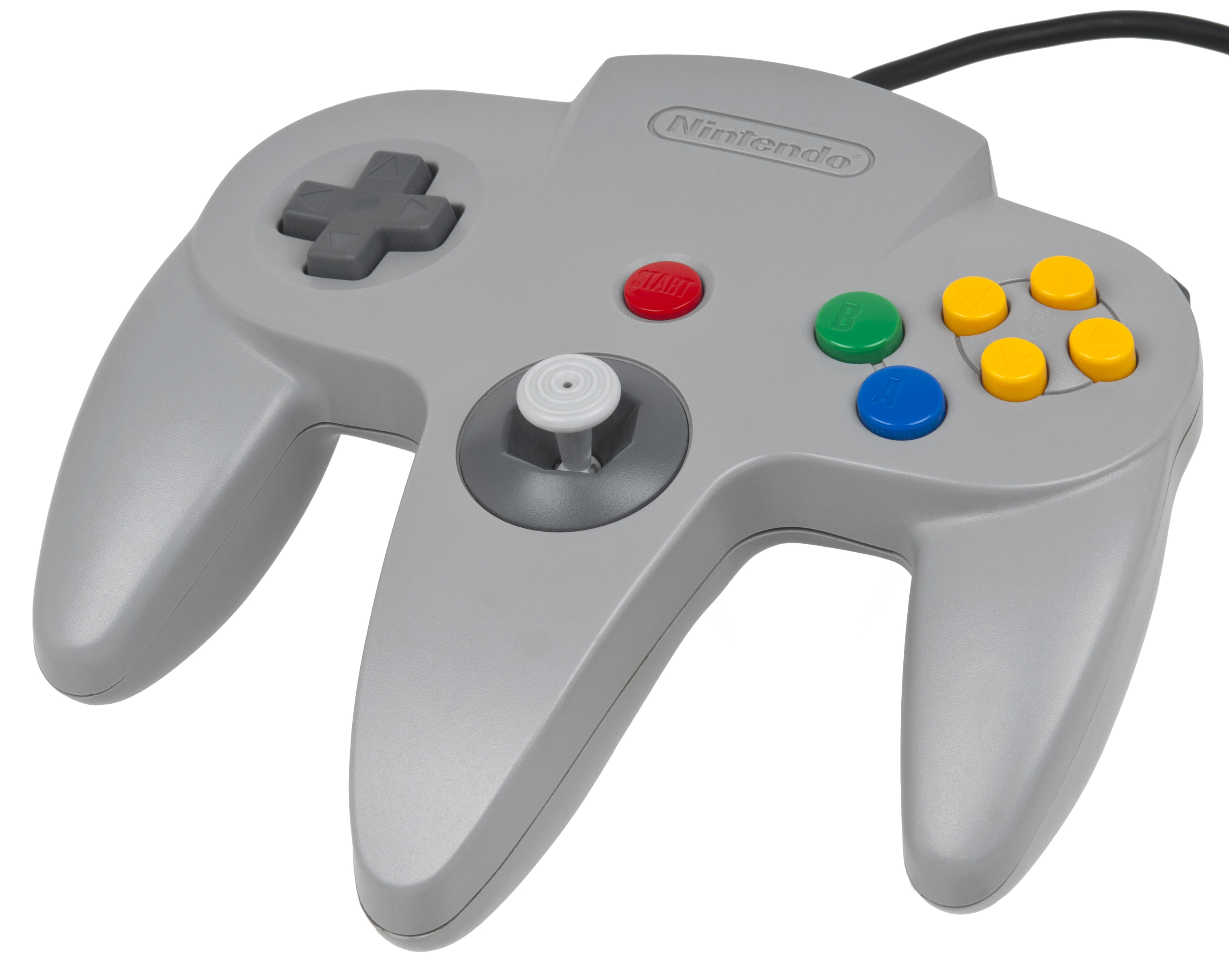
Il controller del Nintendo 64

Il gamepad del Nintendo 64 è il primo controller ad avere sia un joystick analogico (indicato da Nintendo come "control stick") sia un D-pad. È dotato dei tradizionali pulsanti "A" e "B" sulla destra, i pulsanti dorsali "R" ed "L", un pulsante "Z" nella parte inferiore e 4 pulsanti "C" disposti a rombo sulla destra che, inizialmente, dovevano servire a muovere la videocamera di ripresa della scena del gioco, ma che sono usati anche come normali pulsanti azione in giochi quali The Legend of Zelda: Ocarina of Time e The Legend of Zelda: Majora's Mask. Alcuni giochi, come Mega Man 64, danno all'utente la possibilità di scegliere se usare il D-pad o il joystick analogico; altri, come South Park: Chef's Luv Shack, ricorrono al tradizionale D-pad come sistema di comando al posto del Control stick.
Una particolarità del gamepad è la presenza di una porta di espansione nella parte inferiore dove possono essere collegate delle periferiche addizionali quali il Rumble Pak, un dispositivo di force feedback, schede di memoria aggiuntiva, schede per il salvataggio dei giochi ed altro. Il gamepad presenta inoltre diversi colori, abbinati a quelli della console: oltre al classico grigio, vi sono anche le colorazioni blu, verde, arancione, viola, rosso, nero ed azzurro, alcuni si presentano anche in versione opaca.
In seguito la Nintendo ha messo in commercio una versione USB del gamepad.

### Sesta generazione

#### Dreamcast

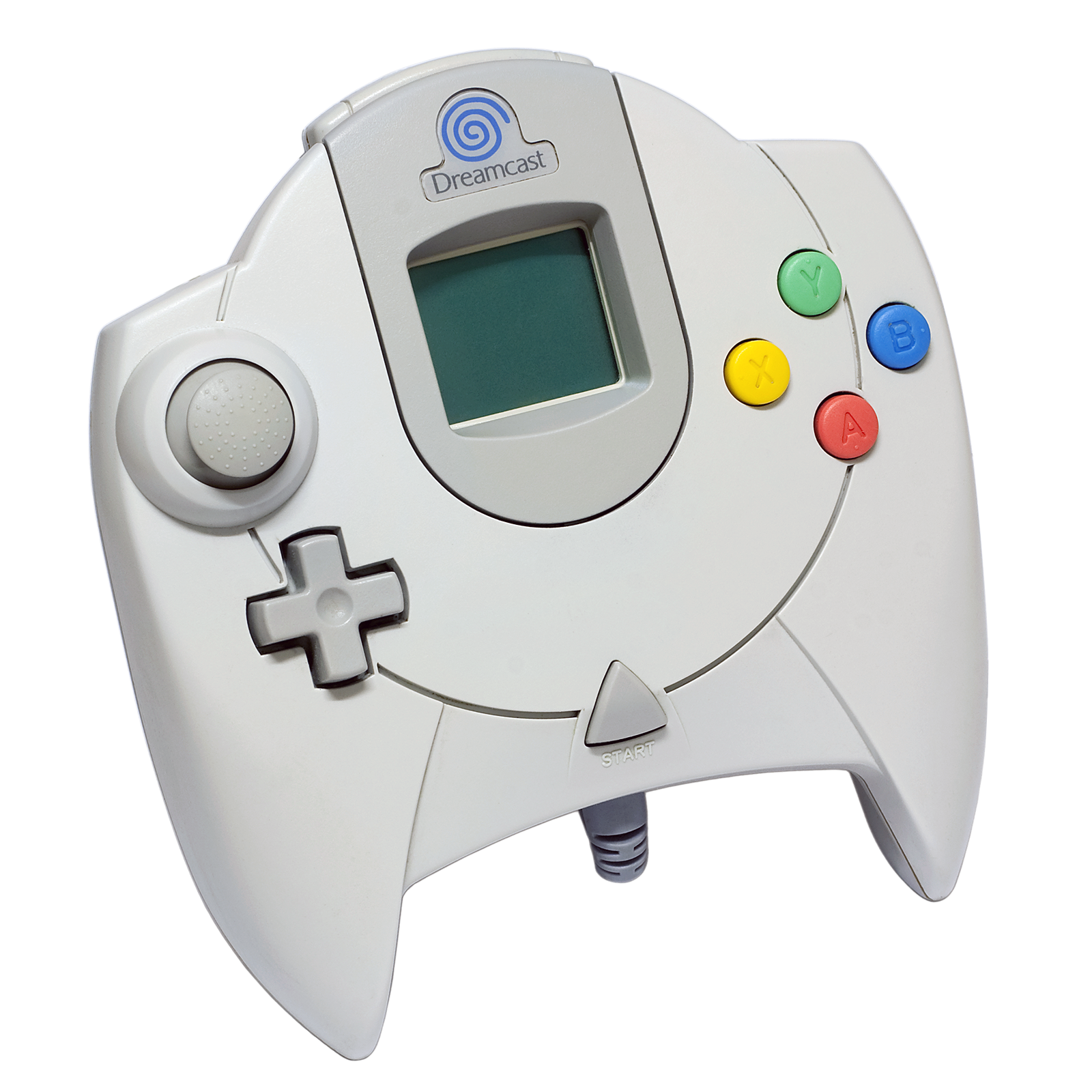
Un controller della versione europea del Sega Dreamcast, che aveva il logo, una piccola spirale, di colore blu al posto di quella arancione presente nei modelli distribuiti nel resto del mondo.

Il Dreamcast è la prima console di sesta generazione, comprendente sistemi di gioco a 128 bit, ad arrivare sul mercato. Presentata in Giappone alla fine del 1998 e nel resto del mondo durante il 1999, la console è affiancata da un gamepad simile nell'aspetto a quello del Sega Saturn 3D Control Pad: ha un joystick analogico, un D-pad, quattro pulsanti azione colorati, un pulsante di avvio e due grilletti analogici. Il gamepad presenta anche due porte per collegare componenti accessori quali un sistema di ritorno di forza oppure il VMU, Visual Memory Unit, una scheda di espansione per la memoria con un piccolo display che visualizza delle animazioni durante le partite.
Come per il Saturn, anche per il Dreamcast Sega offre al momento del lancio degli accessori speciali da collegare al gamepad come il "Sega Fishing Controller", un mulinello da usare per i giochi di simulazione di pesca quali "Sega Bass Fishing", un mouse ed una tastiera, ed altre periferiche come una pistola ottica, un voltante ed un joystick in stile arcade.

#### PlayStation 2

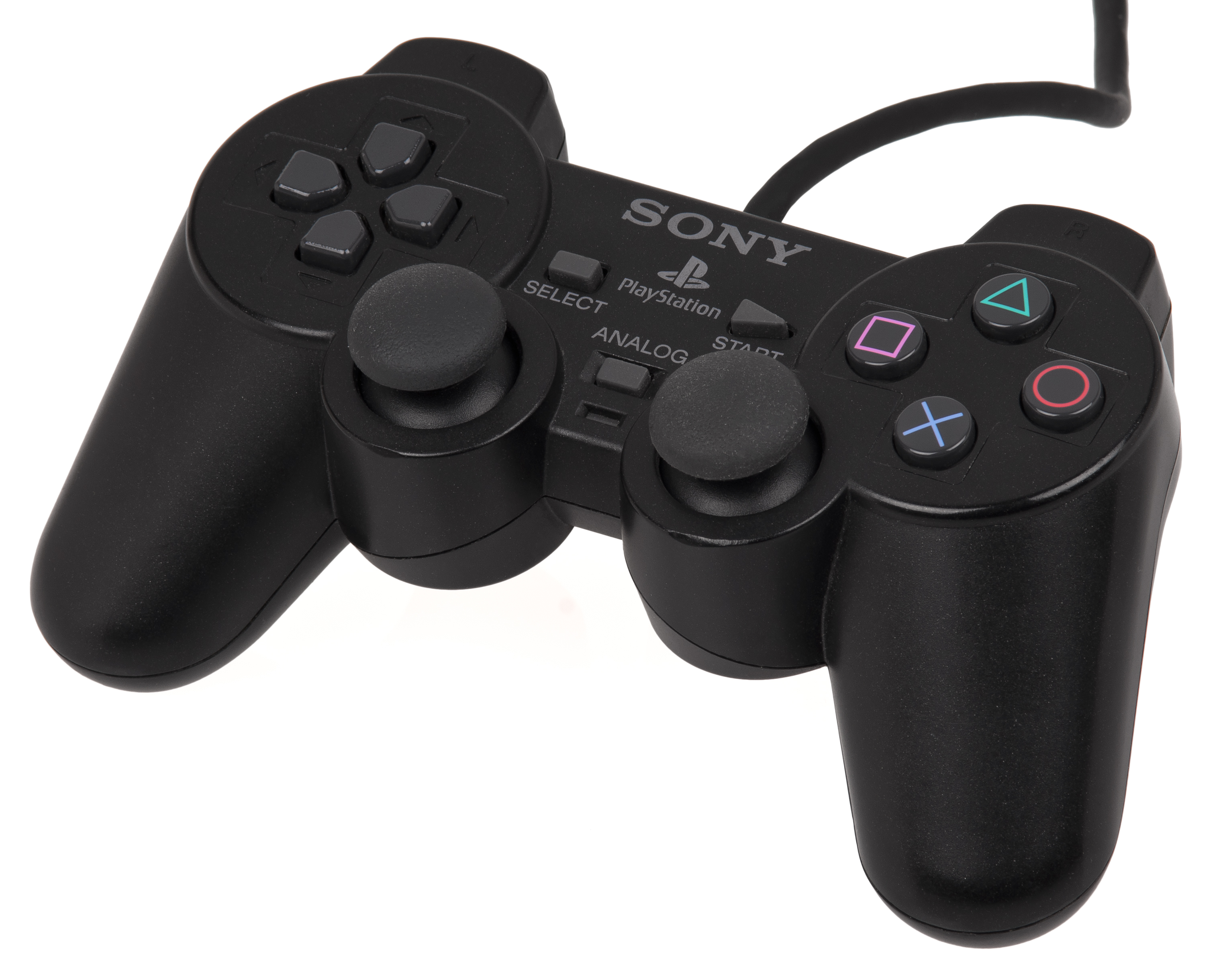
Il Sony DualShock 2.

Con l'uscita della nuova PlayStation 2, nel 2000, la Sony progetta il nuovo DualShock 2. Rispetto alla versione precedente, i pulsanti sono sostituiti e resi sensibili alla pressione (a parte L3, R3, Start e Select), il cavetto di collegamento diventa nero, viene adottato un connettore dall'aspetto più squadrato e sulla parte anteriore del controller appare la scritta DUALSHOCK 2 in blu.
Nonostante sia compatibile con il connettore della nuova console, il primo DualShock non lo è a livello di software: la maggior parte dei giochi sviluppati per la PlayStation 2 usano i nuovi comandi analogici e pochi titoli si possono usare con tale controller.
Il colore principale del DualShock 2 è il nero (lo stesso colore della nuova console), ma esiste anche una versione bianca o color argento, abbinata a particolari versioni della PlayStation 2.

#### Nintendo GameCube

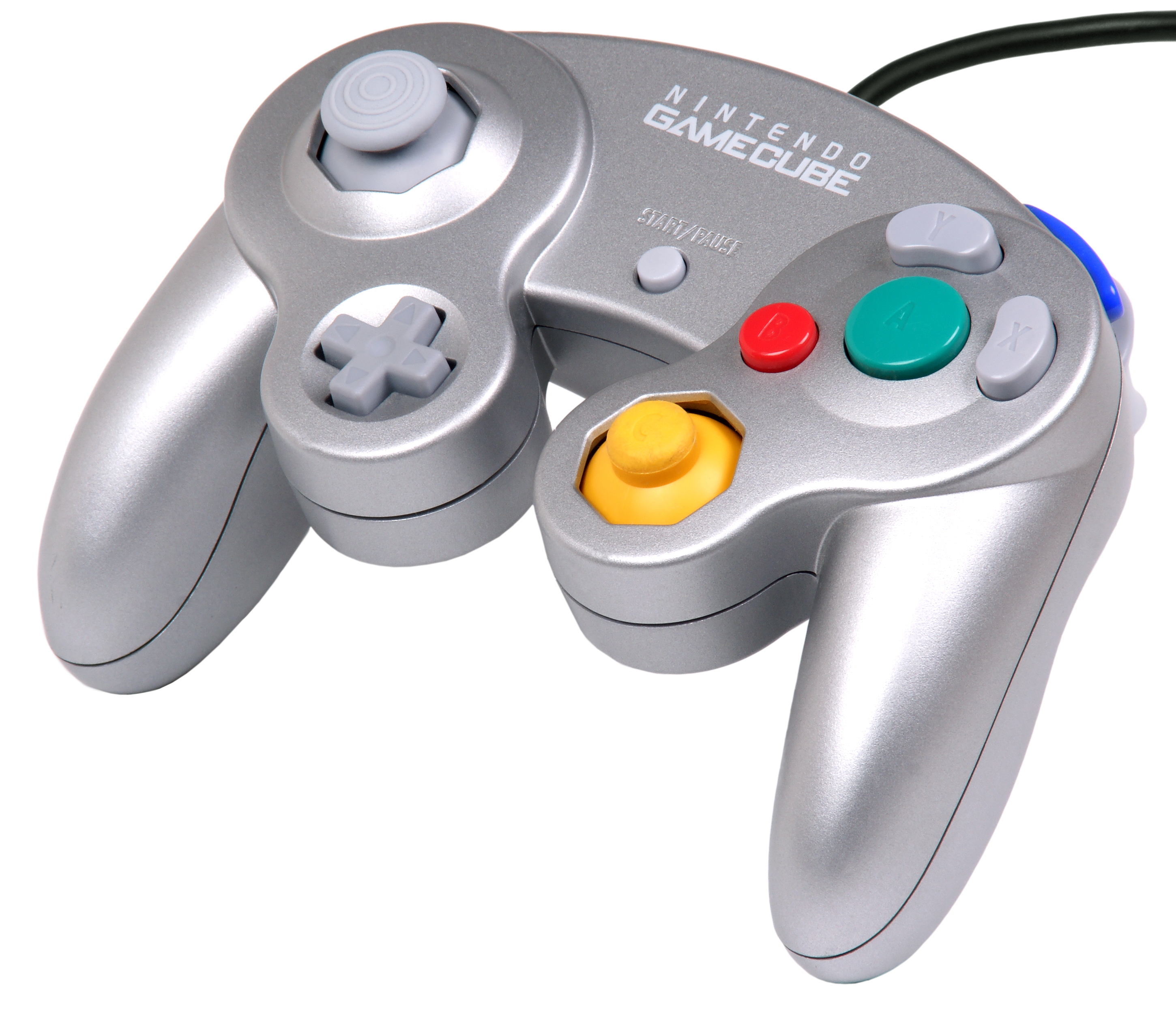
Un controller del Nintendo GameCube color argento.

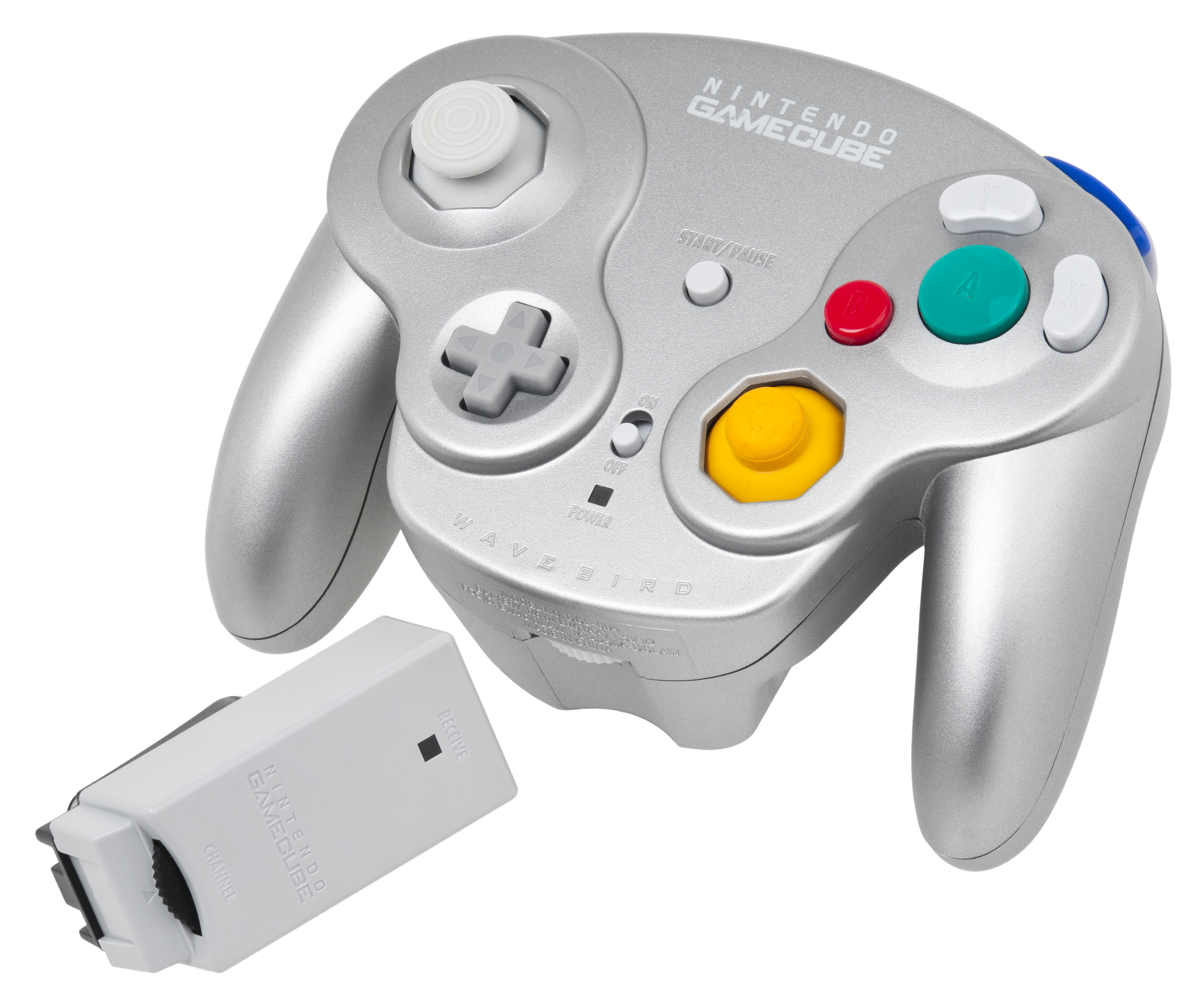
Un controller wireless Wavebird con il suo ricevitore.

Il gamepad del Nintendo GameCube adotta uno stile simile a quello del DualShock della PlayStation: ha due joystick analogici, un piccolo controller D-pad, 4 pulsanti di controllo principali a destra ("A", "B", "X" e "Y"), un pulsante "Start"/"Pause", due grilletti analogici ("L" e "R"), un pulsante digitale ("Z") posto sopra al grilletto "R" ed un motorino interno per il ritorno di forza. I grilletti, se premuti fino in fondo, azionano degli interruttori, permettendo di operare come un comando a due vie.
In seguito la Nintendo introduce un nuovo controller chiamato "Wavebird", che presenta la novità del collegamento wireless, ripreso dai controller Atari Wireless RF, per poter giocare senza l'ingombro del cavetto. Il Wavebird è simile al controller originale, ma non include un sistema di ritorno di forza e ha una parte centrale più grande.

#### Xbox

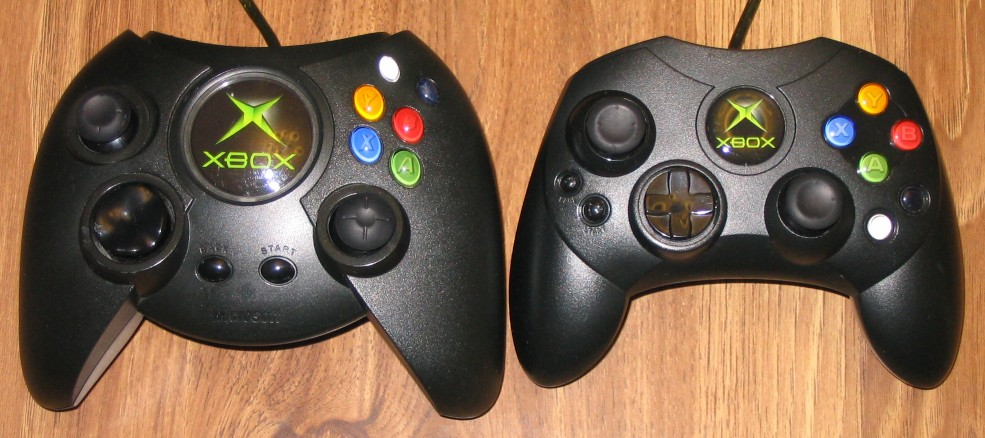
I due controller dell'Xbox: il "Duke" e il "Controller S"

Simile nell'aspetto a quello del Dreamcast, il controller dell'Xbox (chiamato "Duke") include due porte di espansione, sei comandi analogici, due grilletti analogici e due joystick analogici, otto comandi digitali (quattro costituiti dal D-pad e quattro pulsanti) ed un motorino per il force feedback, ma rispetto al controller del Dreamcast, quello dell'Xbox offre in più il joystick analogico di destra, come il gamepad del Nintendo Gamecube, ed i pulsanti "bianco" ("White") e "nero" ("Black"). Accanto al tasto "Start", si trova un altro nuovo tasto, chiamato "Back".
Uno degli aspetti negativi del controller sono le sue dimensioni. La Microsoft decide rivedere il progetto e propone, prima in Giappone e poi in tutto il resto del mondo, un nuovo gamepad più snello e più facilmente impugnabile: il "Controller S".
Sia il "Duke" che il "Controller S" hanno un sistema inserito verso la fine del cavetto di collegamento che mette in pausa il gioco nel caso in cui il giocatore si allontani troppo dalla console e tiri completamente il cavetto, per non danneggiare l'hardware.

### Settima generazione

#### Xbox 360

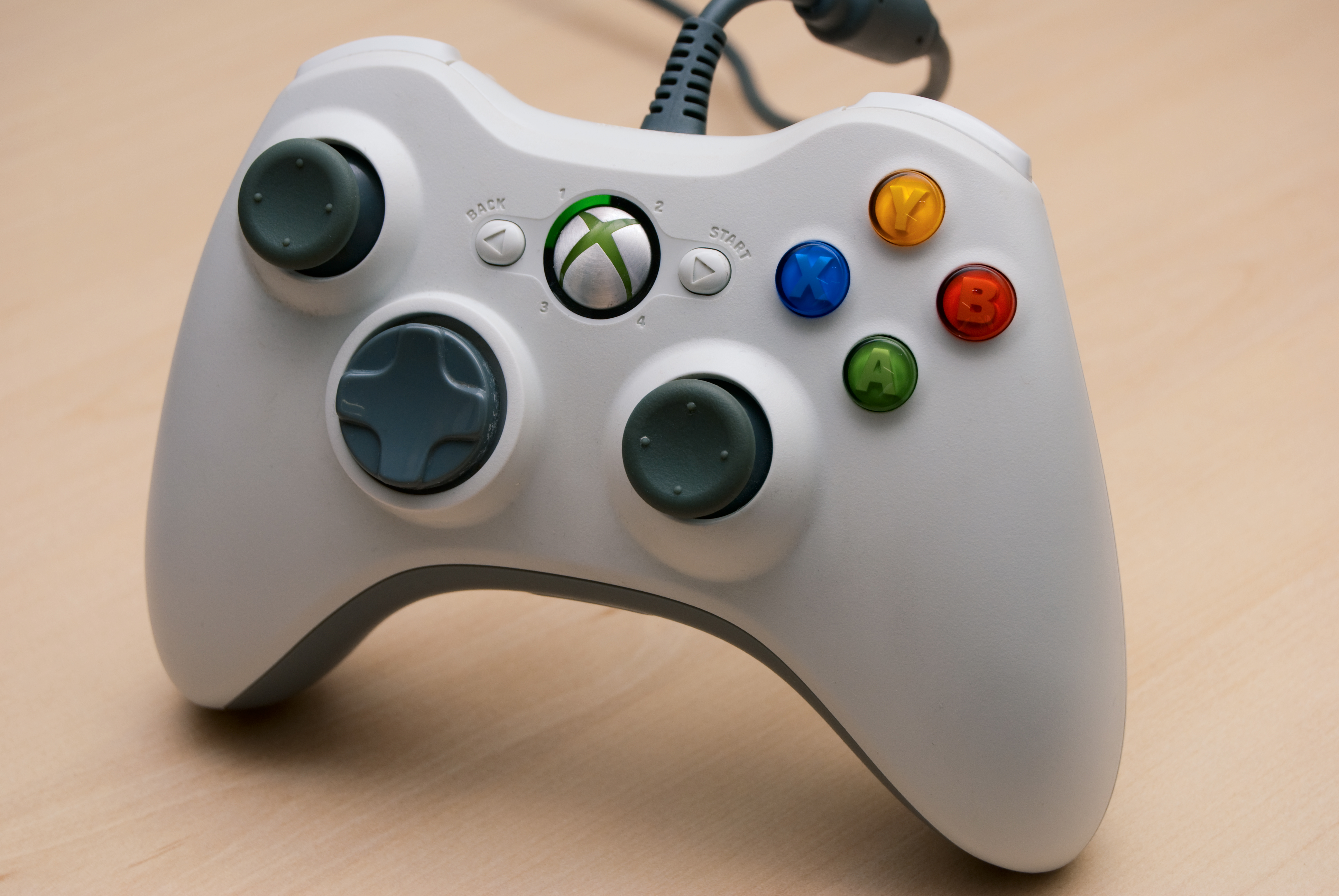
Un controller dell'Xbox 360 con collegamento via cavo.

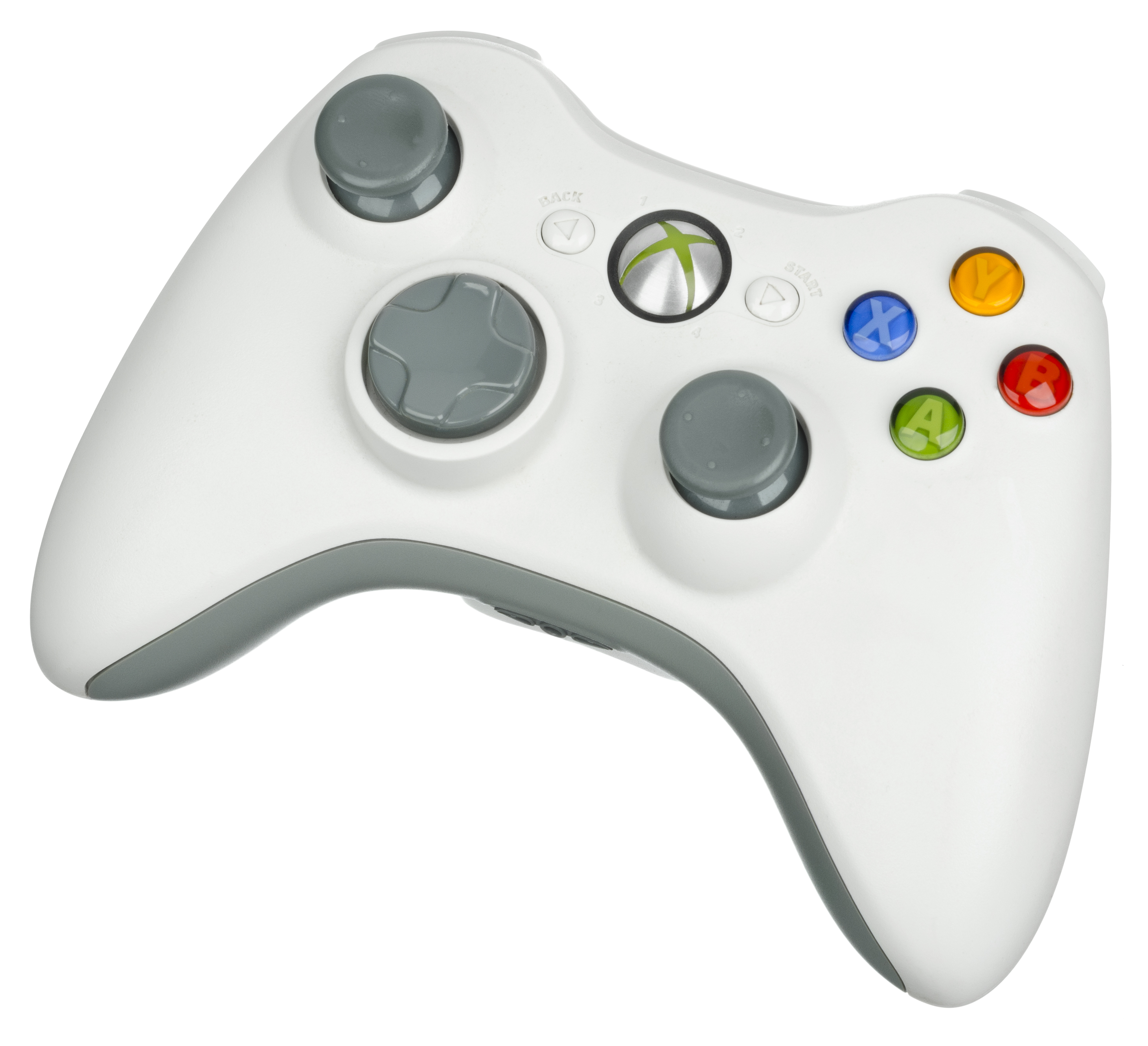
Un controller dell'Xbox 360 con collegamento wireless.

Il gamepad dell'Xbox 360 è un'evoluzione del "Controller S" della prima Xbox, ma ha le forme più arrotondate e, invece dei pulsanti "bianco" e "nero", presenta due nuovi pulsanti posti sopra i grilletti anteriori. Il primo controller dell'Xbox 360 ha un cavetto di collegamento da inserire in una delle porte USB della console. I modelli successivi ne presentano uno con connettività wireless, con l'alimentazione fornita da due batterie stilo di tipo "AA" poste in un alloggiamento sotto al controller. La Microsoft ha commercializzato anche una stazione di ricarica denominata "Play and Charge" che può ricaricare le batterie tramite un connettore da collegare ad una porta USB della console, collegamento che impedisce la comunicazione del controller con l'Xbox 360, dato che il funzionamento del dispositivo è sempre wireless. Sia il controller dotato di collegamento USB sia quello wireless affiancato al kit "Xbox 360 Wireless Receiver for Windows" sono utilizzabili sui PC con i giochi certificati "Games for Windows": i giochi sviluppati inizialmente per l'Xbox 360 supportano senza problemi il force feedback di questi gamepad mentre per i giochi più datati, sviluppati per versioni più vecchie delle DirectX, deve essere installato il driver XBCD.
Questo controller vinse, addirittura, il Guiness dei Primati per essere "il controller più ergonomico della storia".

#### PlayStation 3

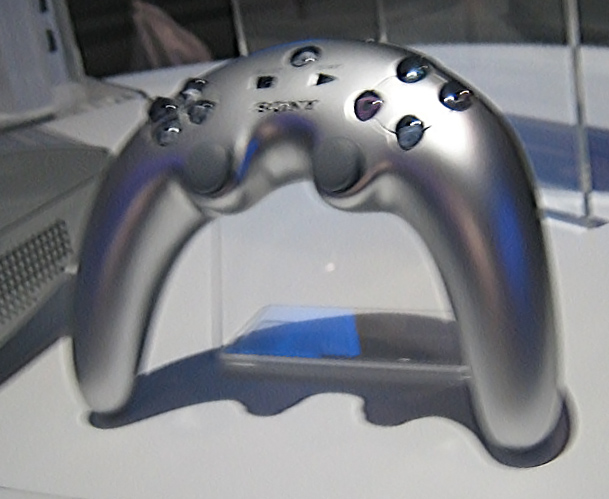
Il prototipo del 2005 del controller per la nuova PlayStation 3, chiamato ironicamente "boomerang" o "banana" per la forma delle sue impugnature.

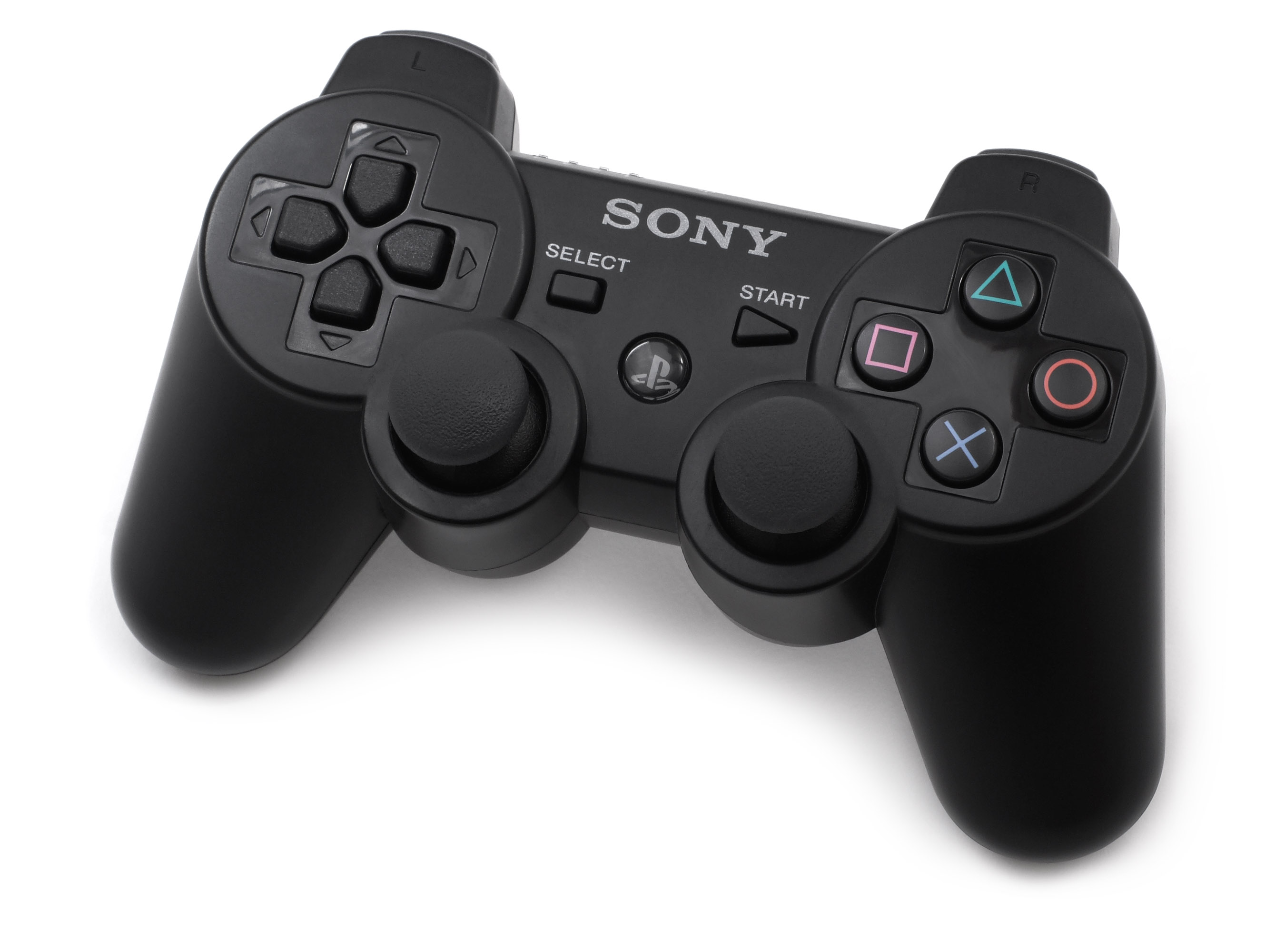
Il DualShock 3, dotato di connessione wireless, funzioni di force feedback e sensori di movimento.

Nel 2005 la Sony sviluppa un prototipo del controller per la nuova PlayStation 3 (PS3), simile ai precedenti DualShock e al Dual Analog, ma con le impugnature molto più pronunciate, che lo fanno assomigliare molto ad un boomerang o ad una banana, che lo ha reso molto simile al controller dell'Apple Pippin. Data la fredda accoglienza di questo controller da parte della critica, il progetto viene riveduto ed all'E3 2006, durante una delle anteprime della console, viene presentato il nuovo Sixaxis (distribuito con la console al momento del lancio della PS3). È stilisticamente simile al DualShock, ma ha nuove peculiarità che lo contraddistinguono dai precedenti DualShock: è un controller wireless con aggiunti dei sensori di movimento per leggere lo spostamento del dispositivo. Presenta inoltre i pulsanti "L2" e "R2" di dimensioni maggiori, un nuovo pulsante "PS" che serve per usare il sistema XrossMediaBar, l'interfaccia grafica della console, un sistema posto sul retro di numerazione dei controller collegati alla console basato su LED. Viene ricaricato tramite una porta mini-USB che può essere anche usata per usare il controller con connessione via cavo. Il Sixaxis non ha il force feedback, perché secondo la versione ufficiale della Sony, tale funzione interferisce con il sistema di rilevamento del movimento, ma la vera ragione è che il sistema di vibrazione utilizzava tecnologia proprietaria della Immersion Corporation, che ha citato in giudizio il costruttore asiatico per violazione di brevetti. Nel 2007 la Sony e la Immersion arrivano ad un accordo per l'utilizzo della tecnologia di force feedback e la Sony lancia il nuovo DualShock 3. È quasi identico al Sixaxis, ma la scritta vicina alla porta USB, che ora la dicitura "DualShock 3", una plastica più opaca e il ritorno di forza. Il DualShock 3 è il controller distribuito nelle confezioni della console PS3.

#### Wii

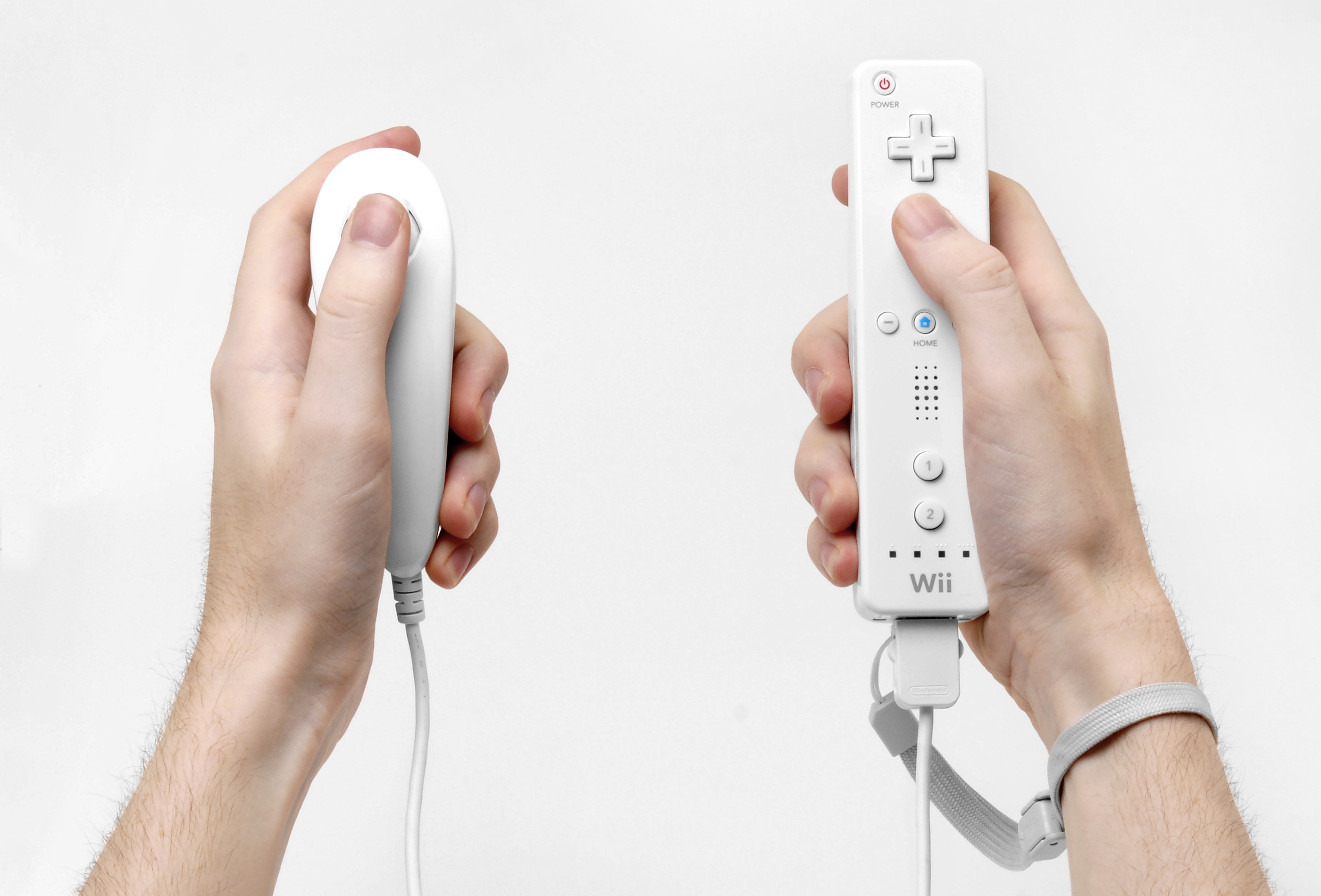
Un Wiimote mostrato col Nunchuk.

Il Telecomando Wii (o Wiimote) della console Nintendo Wii è un sistema di controllo atipico rispetto ai gamepad degli altri sistemi di gioco. La forma ricorda quella di un telecomando con alcuni pulsanti di controllo ma integra diverse caratteristiche particolari come un sensore di inclinazione ed un accelerometro a 3 assi che sono in grado di rilevare il movimento del controller in qualunque direzione e la sua rotazione. Il Wiimote ha 4 pulsanti di controllo ("A", "B", "1" e "2") più 2 di selezione ("+", avvio; "-", selezione) ed uno con un disegno a forma di casa ("Home").
Il controller è espandibile mediante una porta a cui possono essere collegate altre periferiche, tra cui il Nunchuk, un gamepad dotato di un joystick analogico e di 2 pulsanti aggiuntivi ("C" e "Z"), da usare con la mano libera. Come il Wiimote, il Nunchuk contiene un accelerometro ma, a differenza del Wiimote, non ha funzionalità di puntamento. Il Wiimote può essere usato per i giochi del "NES Virtual Console" al posto del "Classic Controller", un gamepad che richiama quello classico del Super Nintendo.

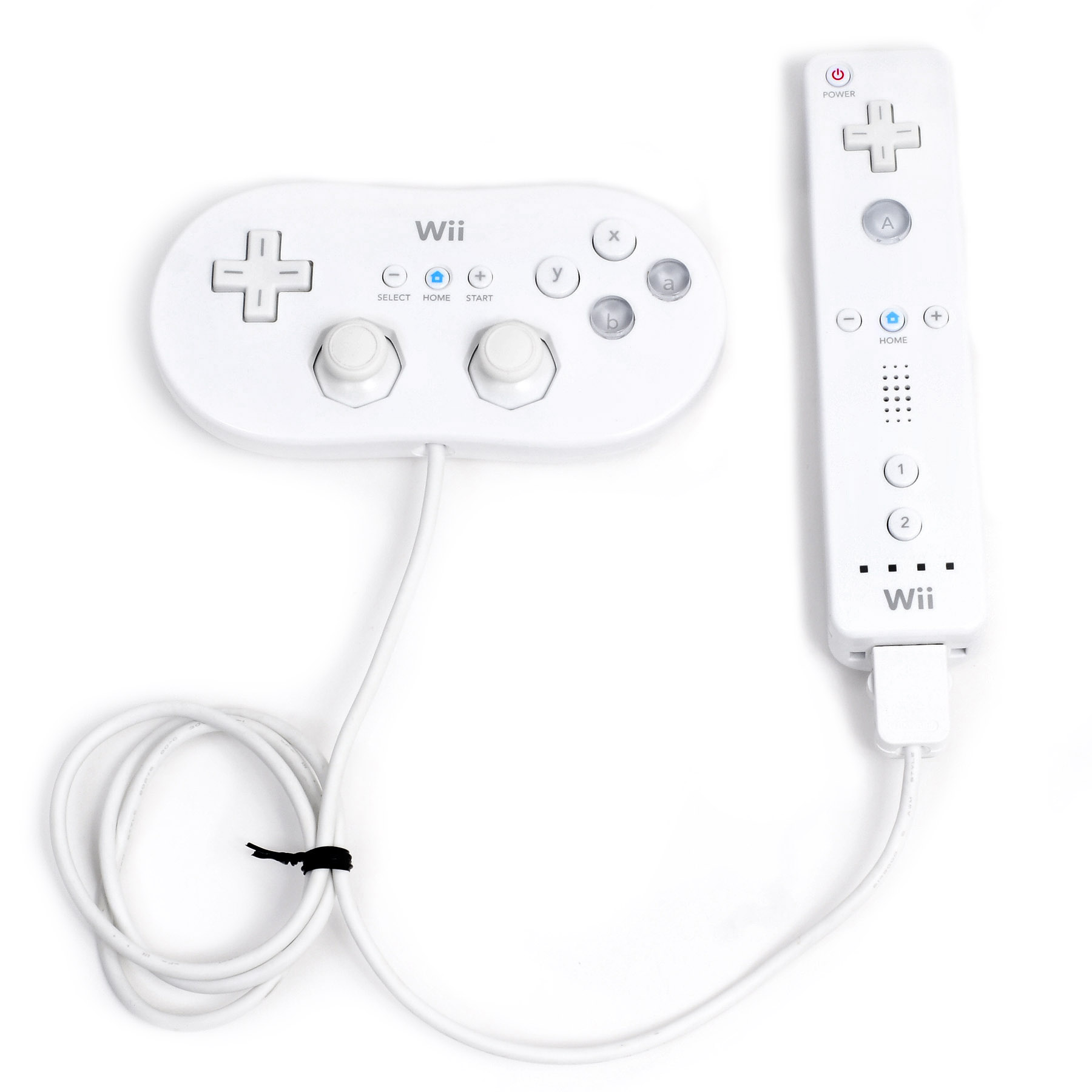
Il Wiimote ed il Classic Controller, simile al gamepad del Super Nintendo.

Il Classic Controller è utilizzabile coi giochi della Virtual Console, un servizio online offerto da Nintendo che permette di giocare a titoli del NES, del Super NES e del Nintendo 64. Il Classic Controller offre 2 joystick analogici in stile DualShock, e 3 pulsanti di selezione, "+", "-" e "Home" come sul Wiimote. Esso offre 4 pulsanti azione ("A", "B", "X" e "Y"), 4 pulsanti anteriori ("L" e "R", "ZL" e "ZR"), una croce direzionale e 2 joystick analogici.

In un secondo tempo Nintendo ha distribuito il Classic Controller Pro, un controller per il Wii che richiama la forma del controller della PlayStation 2, ed il Wii Zapper, presentato all'E3 2007, un contenitore a forma di pistola fabbricato per poter ospitare sia il Wiimote che il Nunchuk, per dare l'impressione di impugnare un'arma in quei giochi in cui si usa un'arma da fuoco.

### Ottava generazione

#### Xbox One

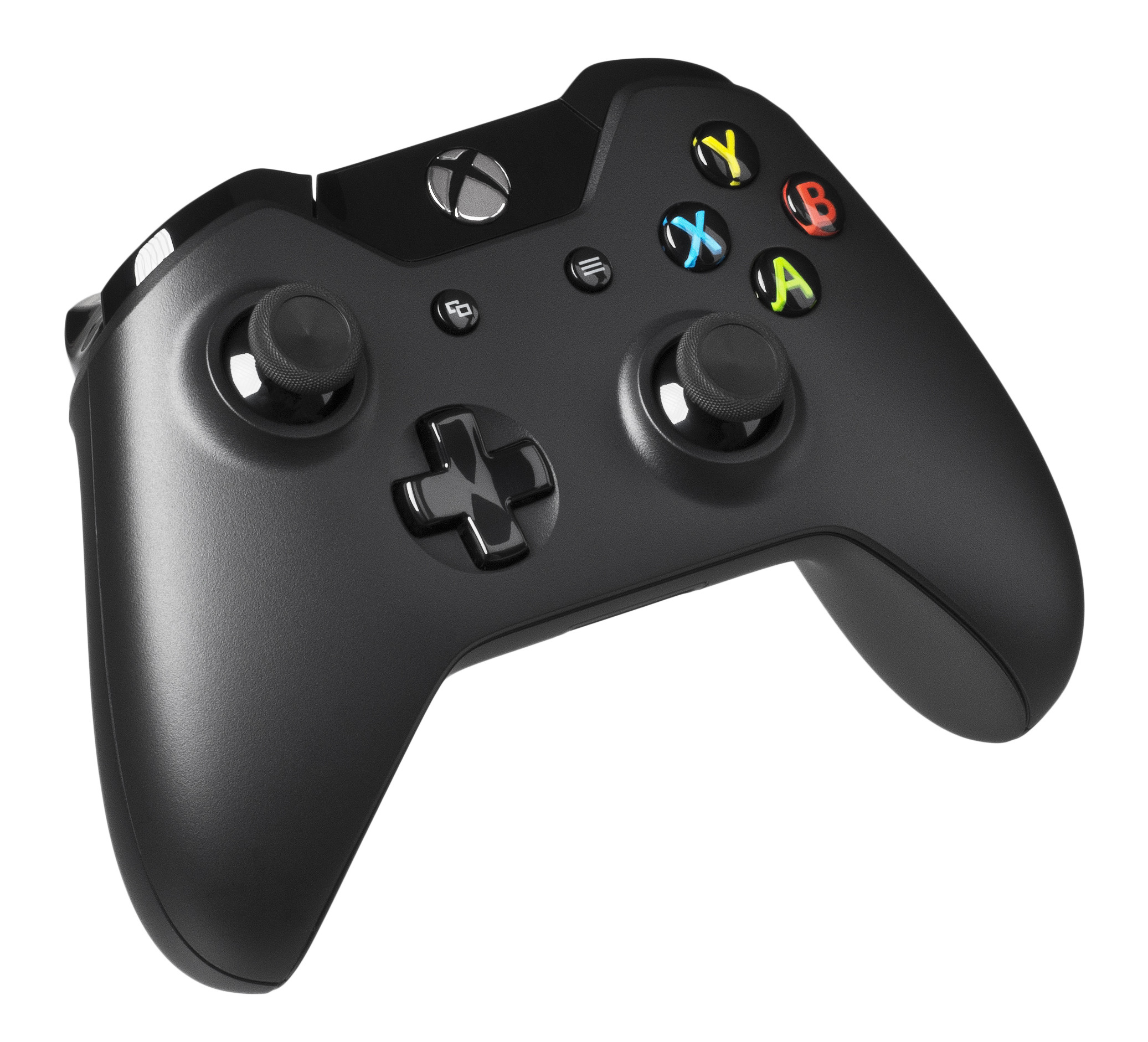
Xbox One Gamepad

Il nuovo controller ha un design molto simile a quello della Xbox 360. Secondo i suoi progettisti è dotato di numerosi miglioramenti, tra cui si segnalano motori a vibrazione innovativi e l'utilizzo di un pacco batterie ricaricabile.
Ha una forma che, a differenza del gamepad per Xbox 360, permette una presa più comoda. 
È molto resistente agli urti ed è possibile acquistare una versione più precisa con un d-pad a 360 gradi e tasti posti sul dietro che sono una variante dei tasti LT RT LB RB.

#### Wii U

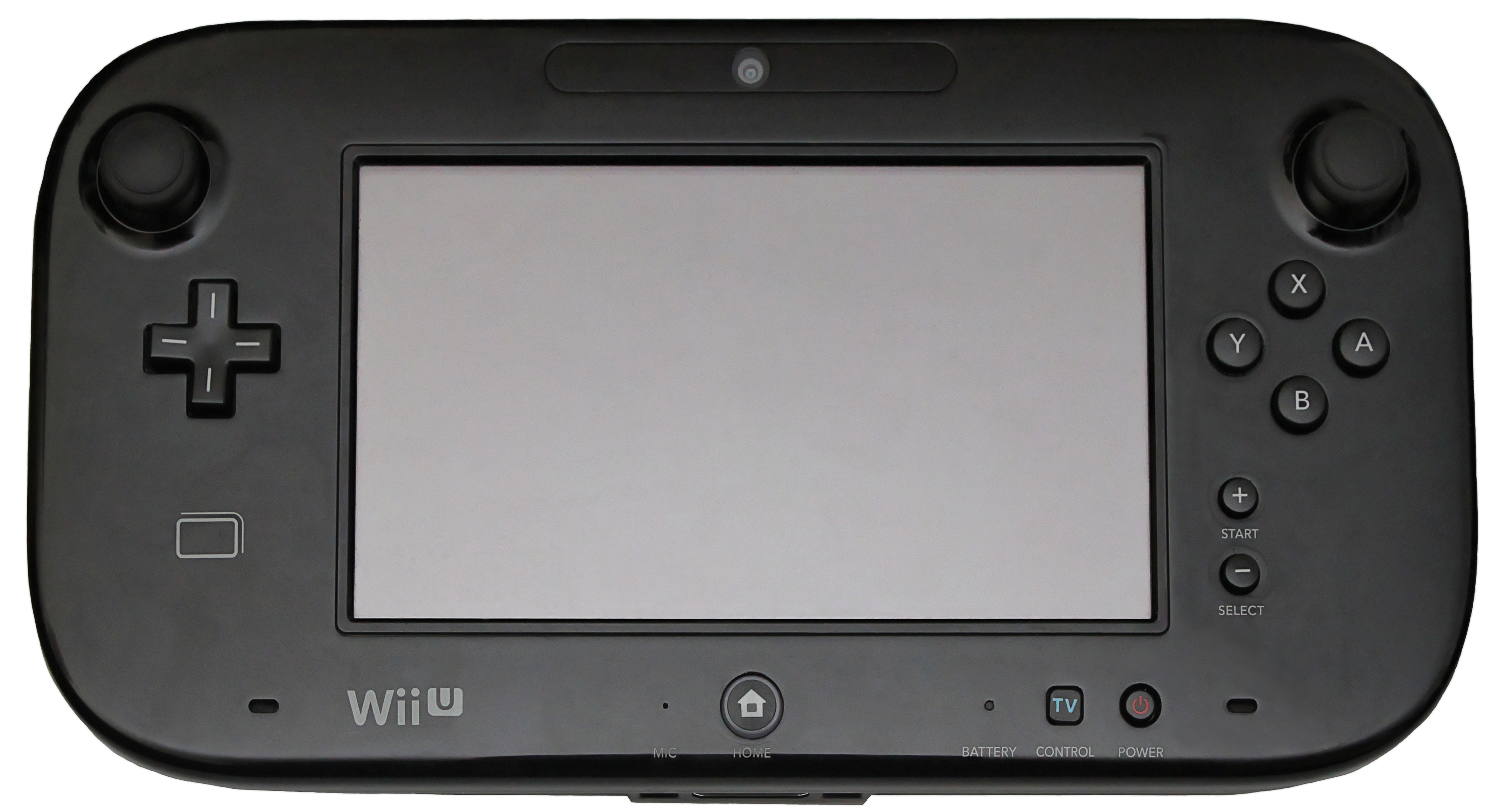
Il gamepad della Wii U con il suo schermo touch screen di generose dimensioni

Il controller della Wii U si differenzia da tutti i gamepad in circolazione per via del fatto che integra un display LCD touch screen di 6,2" utilizzato come dispositivo di input tramite uno stilo, grazie al quale il giocatore può compiere azioni complesse. Può anche essere utilizzato come schermo principale nel caso in cui il televisore a cui è collegato la console risulti spento e il gioco in esecuzione lo permetta. Oltre a ciò, il gamepad presenta numerosi comandi: 4 grilletti dorsali, 2 joystick analogici, 1 comando direzionale a croce sulla sinistra, 4 pulsanti azione ("A", "B", "X", "Y"), 2 pulsanti con doppia funzione ("START/+" e "SELECT/-"), il pulsante per attivare la funzione Telecomando TV, per controllare il televisore tramite il GamePad ("TV"), il pulsante per l'accensione e spegnimento della console ("POWER"), un pulsante per richiamare il menu principale della console ("HOME"). Oltre a questi integra una fotocamera frontale, un microfono, un altoparlante, la regolazione del volume riprodotto dal gamepad, sensori di movimento (giroscopio, accelerometro) ed un sensore NFC usato con alcuni accessori, come gli Amiibo.

#### PlayStation 4

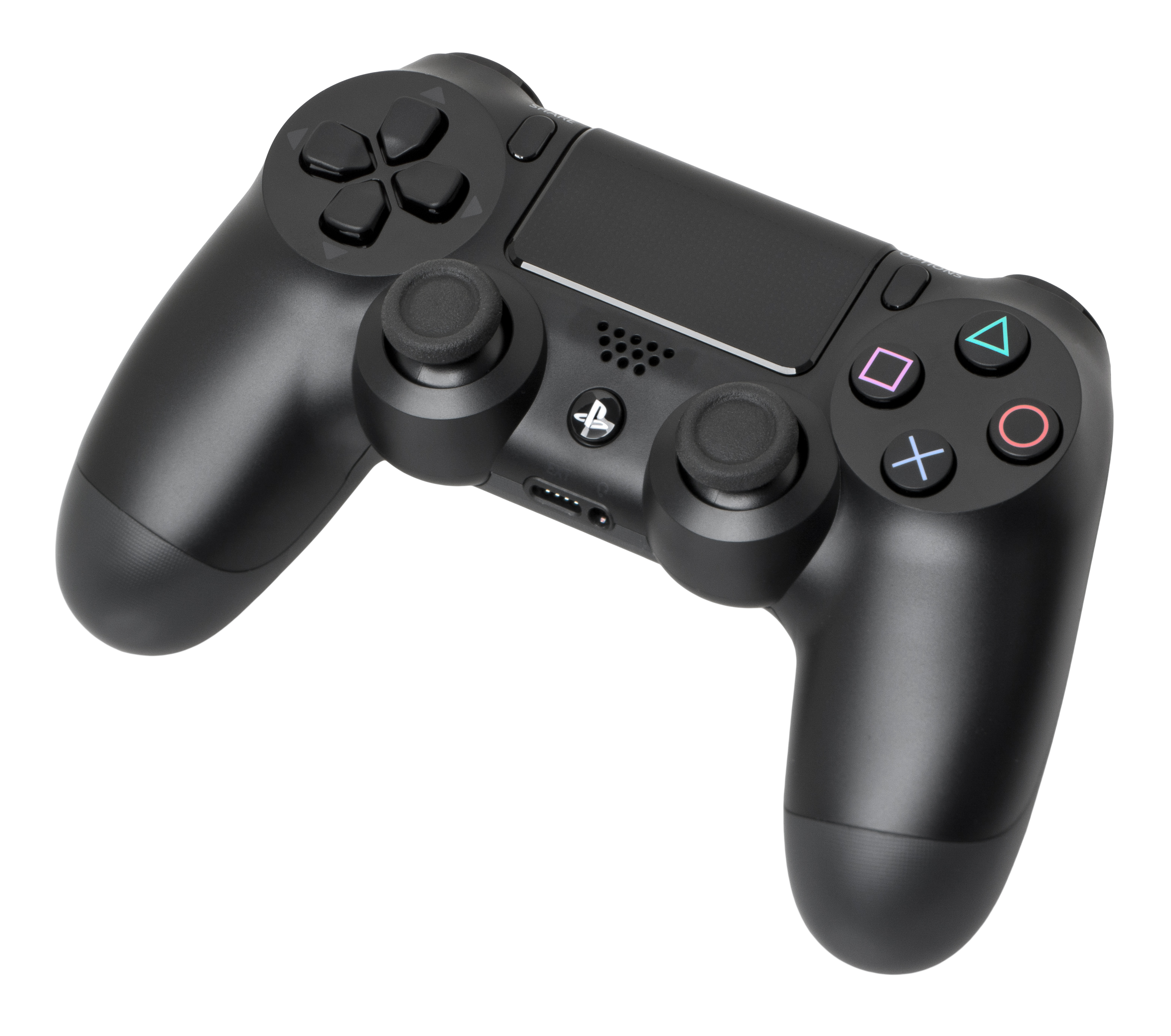
Il DualShock 4

Il DualShock 4 è il gamepad sviluppato per la console PlayStation 4. Rispetto ai precedenti DualShock, integra nella parte superiore un touchpad con il quale è possibile interagire con diversi giochi. Presenta sia un'uscita audio sia una presa jack con cui collegare delle cuffie per le chat audio con i giocatori collegati in remoto. I tasti analogici, introdotti con il precedente DualShock 3, sono tornati ad essere digitali. Il gamepad presenta un tasto denominato "SHARE" per catturare e condividere le schermate dei giochi. Nei giochi multigiocatore una barra a LED riproduce il colore del personaggio del gioco associato allo specifico gamepad.

#### Nintendo Switch

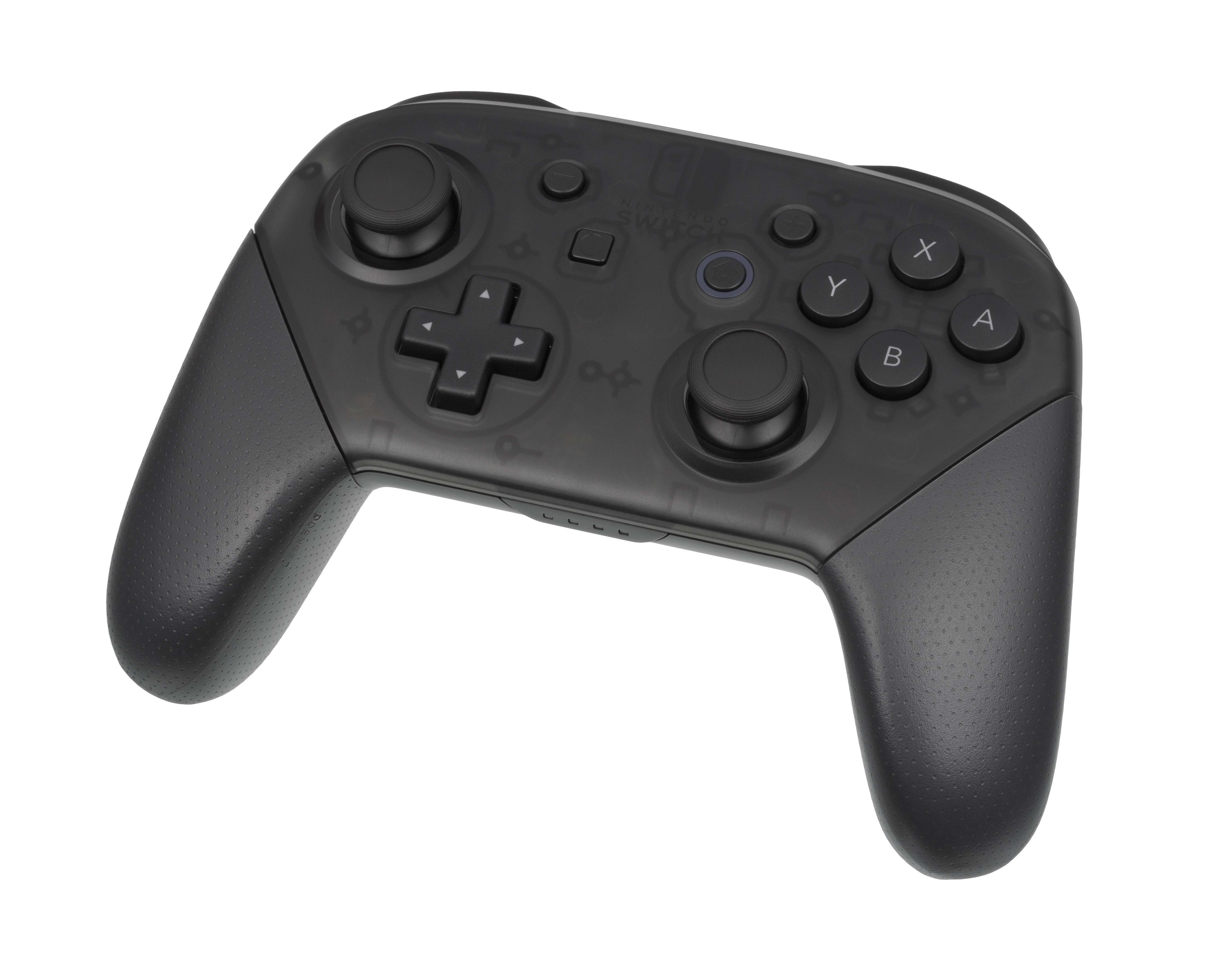
Il Nintendo Switch Pro Controller

Il Nintendo Switch Pro Controller è un controller prodotto da Nintendo a partire dal 2017 per la console Nintendo Switch.

### Nona generazione

#### PlayStation 5

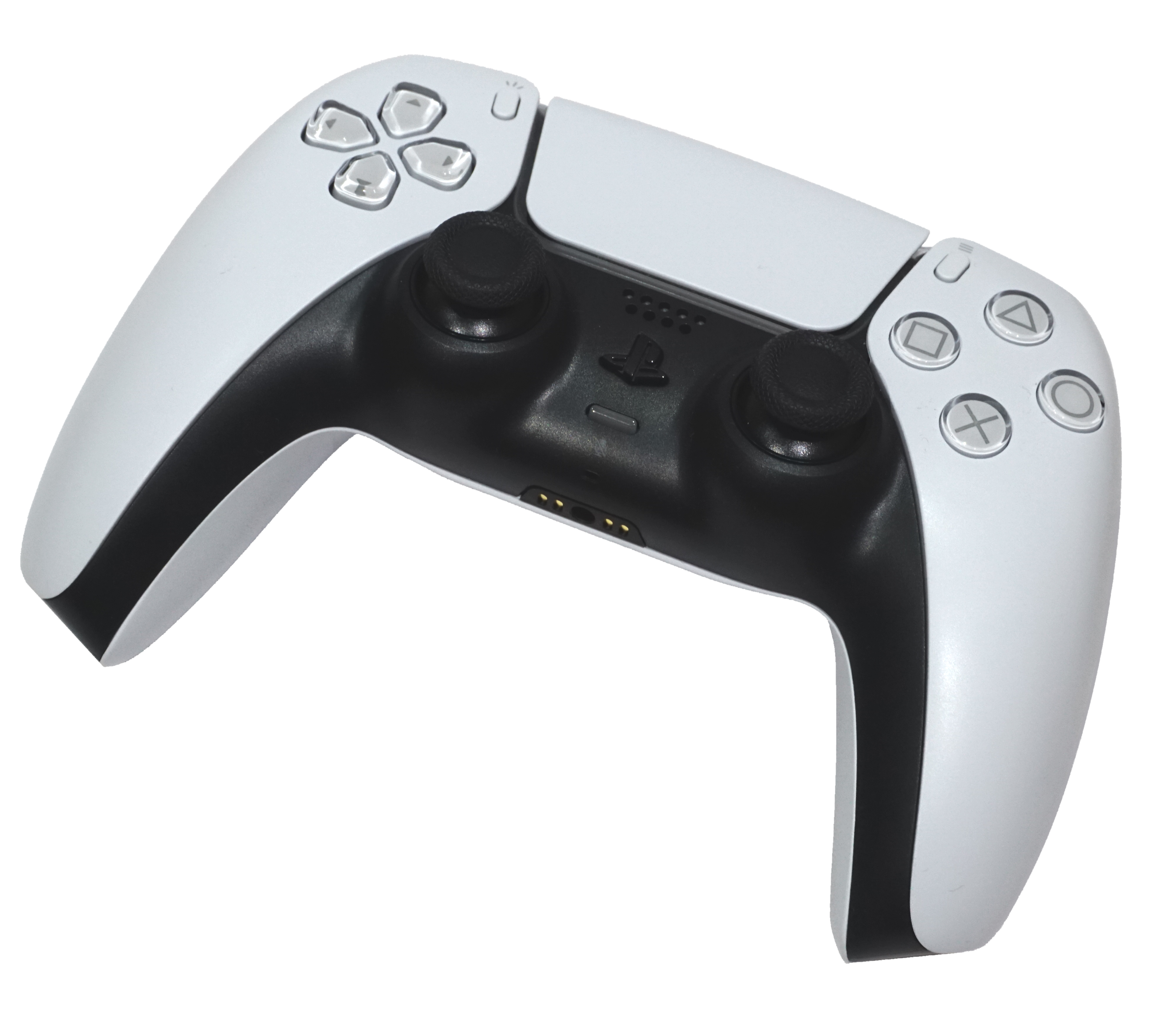
il DualSense

Il DualSense è il controller ideato da Sony per la console PlayStation 5, una delle aggiunte principali sono i grilletti adattivi e il feedback aptico, i tasti R2 e L2 possono modificare la loro resistenza in base agli avvenimenti del gioco, ad esempio risultando più resistenti se nel gioco si deve spostare un masso, in più possiede anche un microfono integrato.
Inoltre il design di questo controller presenta 2 colori differenti, bianco e nero, abbandonando lo stile a colore unico, nero, che ha avuto nelle sue versioni precedenti.

#### Xbox Series X e Series S

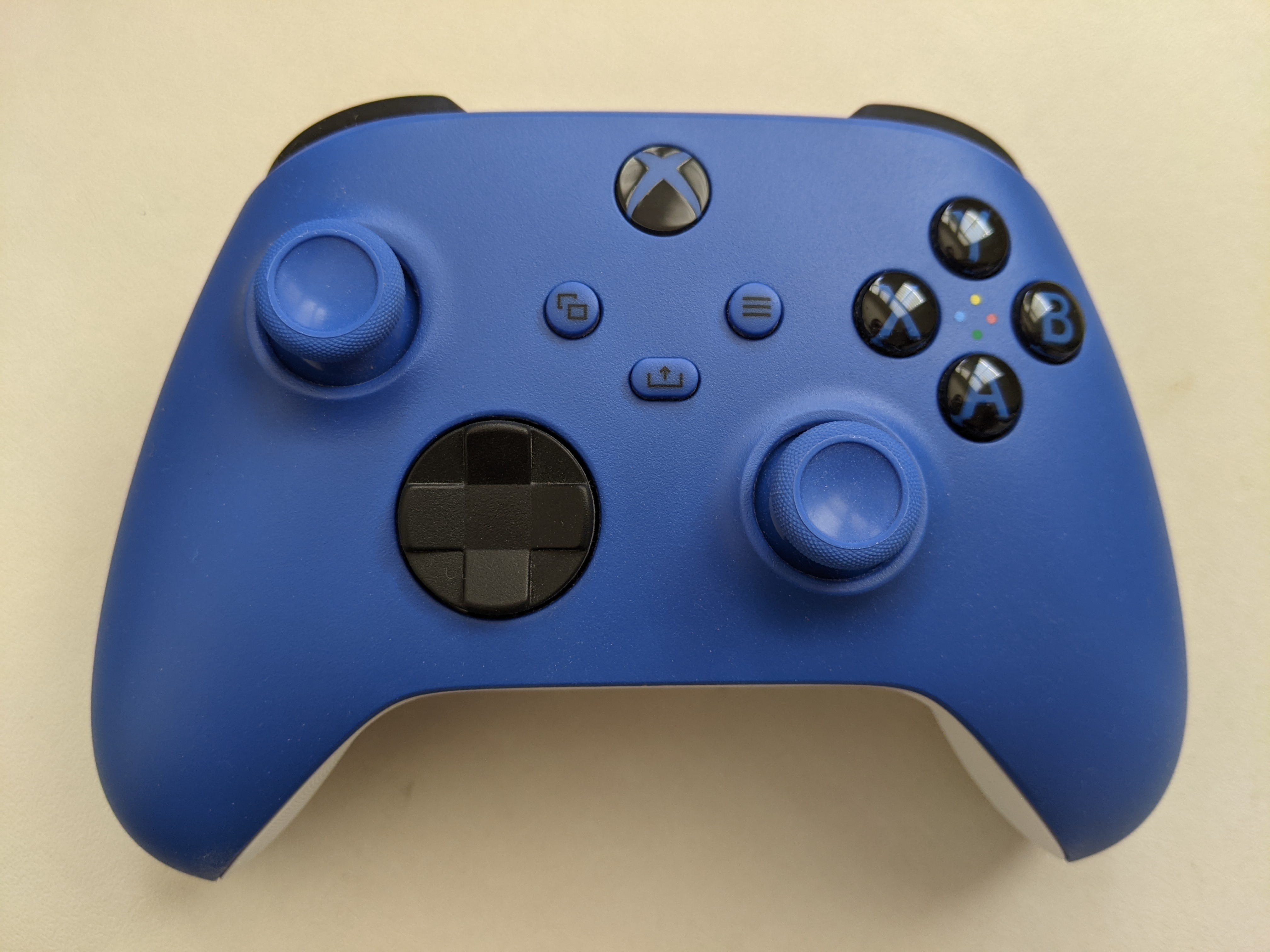
Versione blu

Introdotto con le console Xbox Series X e Series S è caratterizzato da un corpo leggermente più piccolo, un pulsante "Condividi", un pad direzionale piatto concavo simile al controller "Elite" e un connettore USB-C. Il controller può essere utilizzato anche con la Xbox One.

## Nei computer e altri dispositivi

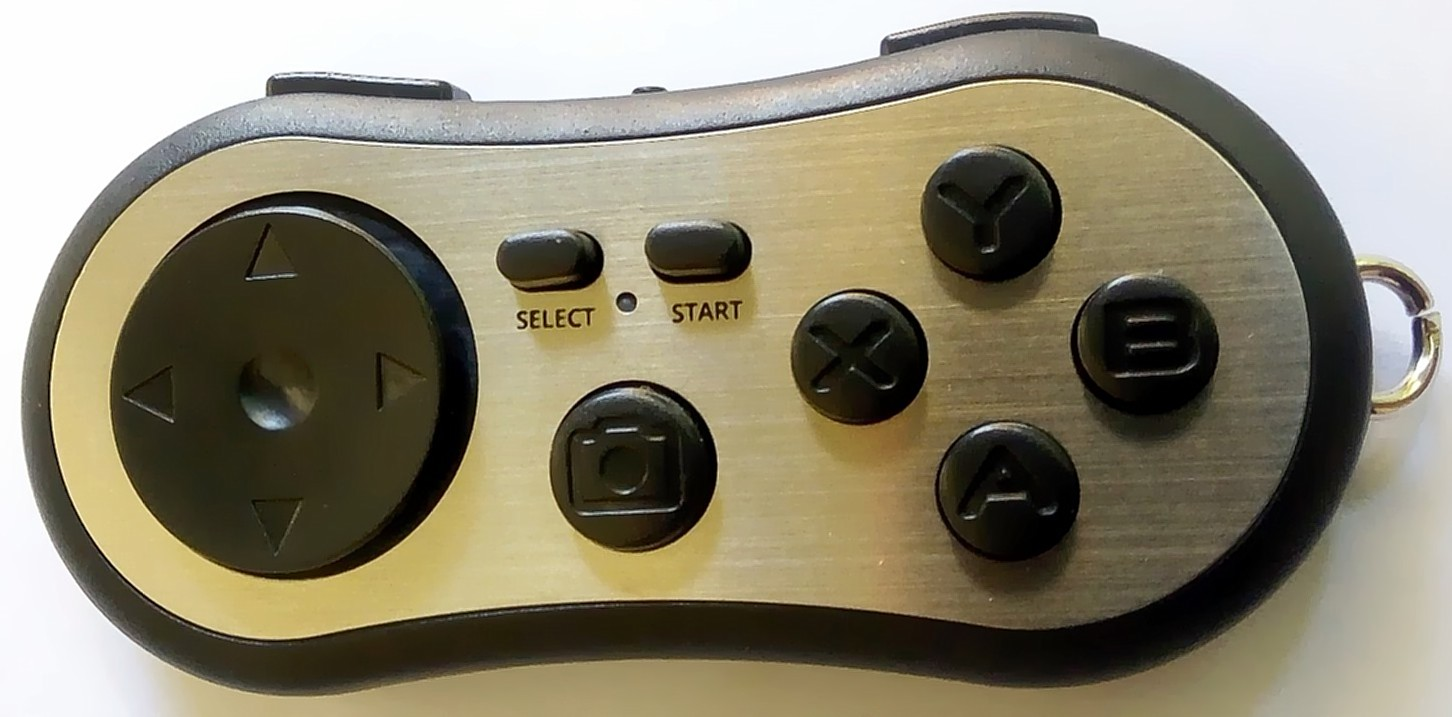
Gamepad Bluetooth per smartphone, con funzione anche di controller di navigazione e controller multimediale. Gamepad dotato di D-pad a 8 vie e 9 pulsanti ed interruttore d'accensione

- Amiga CD32
- ASUS Eee Stick
- CD-i
- ColecoVision
- Gravis PC GamePad
- Intellivision
- Logitech gamepad
- Microsoft SideWinder
- MS Freestyle Pro
- neGcon
- Saitek Cyborg